# NASA
A NASA (angolul, hivatalosan: National Aeronautics and Space Administration, magyarul: Nemzeti Repülési és Űrhajózási Hivatal) az Amerikai Egyesült Államok kormányzati ügynöksége, az ország civil repüléstani, űrkutatási és űrrepülési szervezete. A hivatalt 1958-ban hozták létre Dwight D. Eisenhower elnöksége idején. Eredeti célja az ország nem katonai űrkutatásának irányítása és a világűr és űreszközök békés felhasználásának ösztönzése volt.

## Létrehozásának előzményei

### NACA
Bár a történelem a repülőgépes repülés bölcsőjének – a Wright testvérek első, Kitty Hawk-beli repülése okán – az Egyesült Államokat tekinti, az első világháború során az USA úgy érezte, hogy lemaradt a repülőgép technika területén Európával szemben. Ebbéli lemaradásának ellensúlyozására a repüléssel foglalkozó szervezeteket állított fel, hogy visszaszerezze vezető szerepét. A célra két szervezetet hoztak létre, 1914-ben az Az Egyesült Államok Hadseregének Híradó Szolgálatán belül egy repülő alakulatot és 1915. március 13-án egy másik, civil szervezetet a Nemzeti Repülésügyi Tanácsadó Testületet (National Advisory Committee for Aeronautics – NACA). Utóbbi feladata az aeronautikai kutatások végrehajtása és intézményesítése volt, amelyek alapot adtak a haderőnemeknek adott repülőgépek fejlesztéséhez.
A NACA kezdetben kis szervezet volt, alig 100 fő alkalmazottal, a világháború végét követően mutatta fel az első eredményeit, több, egyre fejlettebb szélcsatorna megalkotásával, majd a második világháború során a bombázó repülőgépek motorjainak teljesítménynövelésén dolgoztak sokat. A háborút megelőzően, majd alatta is nyilvánvaló tény volt, hogy Németországban rakétakutatások folynak, amelyek elvezethetnek a szuperszonikus repüléshez. A nyilvánosan folyó Opel-RAK sebességi kísérletek, majd a Heinkelnél és a Messerschmittnél titokban zajló katonai kutatások felébresztették az igényt, hogy Amerikának is kell rendelkeznie a technikával, amelybe a NACA-nak kell bekapcsolódnia. Az első ilyen program a Bell X–1 kísérleti gép volt, amelyet a Bell Aircraft gyárában építettek, a projekt gazdája hivatalosan a Légierő volt, aki a pilótát, Chuck Yeagert is adta, de a tesztelése, az azok során való adatgyűjtés és a fejlesztéshez szükséges kutatások feladata a NACA-ra hárult.
Később is a NACA egyik fő feladata volt a sugárhajtású repülés kutatása, így például a transszónikus áramlás kutatásaival segítették az első hangsebességre képes elfogóvadász, a Convair F–102-esének sikeres kifejlesztését, majd az F-11F Tiger (az első, utánégető nélkül a hangsebességet átlépni képes repülőgép) megalkotását. Az idő előrehaladtával a sebességhatárok egyre nőttek. Így a B–58 Hustler bombázógépének (az USA első kétszeres hangsebességre képes bombázógépének) fejlesztésében adtak segítséget, majd az 1950-es évek végén a NACA „eljutott a világűr peremére” is, az X–15 kísérleti rakétagépek fejlesztésében való részvétellel.

### A Szputnyik-krízis
A NASA létrehozatalának közvetlen előzménye a szovjet műhold, a világ első űreszközének, a Szputnyik–1 pályára állítása nyomán kialakult belpolitikai válság volt az Egyesült Államokban. Dwight Eisonhower elnök nevében James C. Hagerty sajtófőnök 1955. július 19-én bejelentette, hogy az USA a Nemzetközi geofizikai év 1957. július 1. – 1958. december 31. közötti eseménysorába illeszkedően a felsőlégköri kutatások részeként egy Föld körül keringő kisebb műholdat fog pályára állítani. Erre válaszul a Szovjetunió Kommunista Pártja a folyamatban levő, Szergej Koroljov vezette rakétakutatásokra alapozva határozatot hozott, hogy ő is így tesz, lehetőleg az amerikaiakat megelőzve és addig teljes titoktartás mellett. Eisenhower a bejelentését az addigra a különböző haderőnemeknél párhuzamosan futó rakétafejlesztésekre, elsősorban a US Navy Vanguard rakétaprogramjára alapozta. A bejelentéssel és a párhuzamos SZKP határozattal megindult a verseny, Amerikában nyilvánosan, a Szovjetunióban pedig titokban, amelynek végén 1957. október 4-én először a Szovjetunió járt sikerrel, amikor felbocsátották az alig pár hónappal korábban kifejlesztett R-7 Szemjorka rakéta űrrepülésre átalakított változatán a Szputnyik–1 műholdat.
A szovjetek egyrészt a TASZSZ hírügynökség útján közzé is tették a sikeres műholdindítást, másrészt úgy választották meg az űreszköz pályáját, hogy az a Föld lakott részének nagy része felett elrepüljön, harmadrészt egy rádióadót szereltek rá, amelynek bip-bip jeleit bárki foghatta. Az eredmény az volt, hogy földcsuszamlásszerű kommunikációs győzelmet arattak, mindenkinek a tudomására jutott, hogy egy orosz műhold húz el időnként a feje felett. Ebben a sajtónak is nagy része volt, aki hűen tudósította a közvéleményt – elsősorban Amerikában – a vörös űrhajó repüléséről. Ahogy készségesen elmagyarázta ugyanez a sajtó a repülés másodlagos jelentését is: azzal, hogy az űrhajó teljesen megkerülte a földgolyót, annak minden pontja elméletileg elérhető lett általa a Szovjetunióból és ha a műhold helyébe egy atombombát képzelt valaki, akkor ennek üzenete nem is annyira burkoltan a nukleáris fenyegetettség eljuttatása volt az amerikai háztartások nappalijába. Ez utóbbi értelmezéstől lényegében pánik tört ki az USA-ban. Teller Ede a következőképpen fogalmazta meg ezt az újdonsült érzést:
„a Szputnyik-1 felbocsátása a Pearl Harbori japán támadással egyenértékű hatással bír az Egyesült Államokra”.
A közvélemény azonnali választ követelt, hogy Amerika mutassa meg, ő is képes hasonló teljesítményre és vissza tudna lőni, ha akarna. A hisztériát fokozta, amikor a Szovjetunió 1957. november 3-án – az ideológia szerint az Októberi Szocialista Forradalom 40. évfordulója tiszteletére, de a mindig lappangó másodlagos jelentése szerint azért, hogy megüzenjék, a Szovjetunió bármikor meg is tudja ismételni a rakétaindítást, akárcsak az USA annak idején Hirosima után Nagaszakiban az atomtámadást – felbocsátotta az elsőnél sokkal nagyobb Szputnyik–2 műholdat, fedélzetén Lajka kutyával. Az amerikaiak válaszlépése, a Vanguard-program rakétaindítása egy kis műholddal 1957. december 6-án teljes kudarcba fulladt. Az események a mélybe lökték az amerikai közvélemény morálját, egy háborús vereséggel egyenértékűen, amely ellen az Eisonhower adminisztráció nem tehette meg, hogy nem tesz semmit.
Az első ténykedésük az volt, hogy a Vanguard mellett megbízták Wernher von Braunt, hogy az általa fejlesztett alternatív technikára támaszkodva kíséreljék meg egy műhold felbocsátását. 1958. január 31-én ebből megszületett az Explorer–1 műhold sikere, az USA is képes volt egy tárgyat a világűrbe juttatni. Ezt követően a tanácsadóira támaszkodva egy szisztematikus taktikát dolgoztak ki, mivel lehetne a szovjeteket technikailag maguk mögé utasítani.

## Megalapítása
A válság megoldása gyors intézkedést követelt, ezért Eisenhower úgy döntött, hogy szétválasztja a civil és katonai programokat azzal, hogy az összes rakétafejlesztési programot, ami eladdig valamelyik haderőnemnél zajlott, egy új szervezetben összpontosítják, hogy erőforrást és emberállományt fókuszáltan tudják használni, elkerülve a párhuzamos fejlesztések elsősorban időrabló hibáját. A koncepció szerint a már 40 éve működő NACA jelentette az alapot, amelynek szervezetére, kutatóközpontjaira alapozva – és azt formálisan bezárva – jöhetett létre egy új, kibővített szervezet, amely a Nemzeti Légügyi és Űrhivatal (National Aeronautics and Space Administration – NASA) nevet kapta.
A szervezet megalapítását az 1958. július 29-i Nemzeti Légügyi és Űrhajózási Törvénybe foglalták (National Aeronautics and Space Act), amelynek rendelkezései szerint a formális működést 1958. október 1-jén kezdte meg az újdonsült szervezet. A működéshez a NACA 8000 alkalmazottja és három fő kutatólaboratóriuma szolgáltatta a szervezeti, strukturális alapot, amelyhez a kormányzat hozzárendelte még a Haditengerészeti Kutatólaboratórium (Naval Research Laboratory) Vanguard-programját, annak emberállományával és pénzügyi forrásaival, valamint a Hadsereg Ballisztikus Rakéta Ügynökségét, amelyet Wernher von Braun vezetett.

## Űrprogramjai

### Embervezette űrrepülési programok

#### A világűr első elérése
A NASA első embervezette űrprogramja kötődik a szervezet létrehozásakori körülményekhez: a Szovjetunió előnyt szerzett a világ első műholdjának pályára állításával és a következő logikus lépés az űrversenyben az első ember űrbe jutatása volt. Ez azonban nem jelentette egy vadonatúj program indítását, hanem az űrügynökség csak továbbvitt két korábbi, a légierőnél indított (Man in Space Soonest) és a NACA Langley központjánál 1958 augusztusában elindított programot, amely egy embert az űrbe juttatni képes kapszula megvalósítását célozta.
A szervezeten belül 1958. november 26-án fogadta el Keith Glennan és Hugh Dryden, a két legfelső vezető a Mercury-program néven futó kezdeményezést, amellyel a tervek szerint az első űrhajóst kívánták a világűrbe juttatni. A sajtónyilvánosság elé 1958. december 17-én, a Wright fívérek első repülőgépes repülésének 55. évfordulóján lépett a NASA, hogy bejelentse, az USA űrhajóst fog juttatni a világűrbe. Ezzel kezdetét vette egy fejlesztési program, amelyben egyrészt Max Faget vezetésével megtervezték, majd a McDonnell Aircraft közreműködésével előállították az űrbe küldendő űrhajót, átalakításra kiválasztották a Redstone és az Atlas katonai ballisztikus rakétákat. A programot két ágra választva előbbit az ún. űrugrásokhoz – mivel a kezdeti repüléseken csak nagy magasságú emelkedést terveztek, ahol a Kármán-vonal, azaz a világűr technikai határvonala fölé emelkedik az űrhajó, de párszáz kilométer vízszintes távolságon belül le is száll –, utóbbit pedig a tényleges Föld körüli pályán végzett repülésekhez használva. A fejlesztésekkel párhuzamosan pedig levezényelték az első űrhajósjelöltek kiválasztását, ahol a fő szempont volt, hogy egészségügyi szempontból szuper emberpéldányokat találjanak, de kizárólag a katonai berepülőpilótákra szűkítve a kört. A hét főből álló csoportot, az Eredeti Heteket, 1959. április 9-én mutatták be a világnak.
Jónéhány – automata, majd majmokkal végzett – kísérleti repülés után sor kerülhetett az első repülésre is. Nagy csalódást okozott, hogy a start előtt három héttel a szovjetek feljuttatták Jurij Gagarin Vosztok–1 űrhajóját, ismét elorozva az amerikaiak elől az elsőség dicsőségét. 1961. május 5-én felbocsátották a Mercury–Redstone–3-at, Alan Shepard Freedom 7 jelű űrhajóját, így ő lehetett az első amerikai a világűrben (üröm volt az örömben, hogy Shepard csak egy űrugrást teljesített, miközben Gagarin már egy teljes értékű orbitális űrrepülést).. Mivel ezzel nem sikerült az oroszok elé vágni, a Mercury-program hátralevő részében megpróbáltak lépést tartani velük, vajmi kevés sikerrel. Gus Grissom ugyan 1961. július 21-én megismételte Shepard űrugrását a Mercury–Redstone–4-gyel, ám két hétre rá German Tyitov a Vosztok–2-vel egy teljes napos, 17 keringéses repülést hajtott végre. 
Eddigre azonban Kennedy elnök bejelentette az Apollo-programot és a Mercury-val felhagytak az oroszok hiábavaló üldözésével, helyette arra szánták a programot, hogy tapasztalatokat gyűjtsenek vele az űrben. Ennek keretében 1962. február 20-án került sor az első amerikai orbitális űrrepülésre, amikor John Glenn 3 Föld körüli keringést teljesített Friendship 7 űrhajóján. Őt követte Scott Carpenter Mercury–Atlas–7 űrhajóján 1962. május 24-én, hogy technikailag megismételje Glenn sikeres útját. Ez a cél teljesült, azt leszámítva, hogy Carpenter ügyetlenkedése folytán a leszállást nagyon elhibázta és 400 kilométerrel a kijelölt leszállási hely mellé szállt le. Carpenter repülését Wally Schirra követte közel fél éves szünet után 1962. október 3-án, amikor a Szigma 7 fedélzetén, megduplázva két elődje repülési idejét hat keringéses űrrepülést teljesített. Legvégül pedig Gordo Cooper repülése következett 1963. május 15-én, amikor a Mercury–Atlas–9-cel 22 Föld körüli fordulatot teljesített az űrhajós, másfél napos időintervallumban, lezárva a Mercury-program repülési szakaszát. Igaz, mire a Mercury-val ezt a másfél napos repülést végrehajtották, addigra a szovjetek már négy napnál jártak időintervallumban és két űrhajó szimultán reptetésénél, egy kvázi űrrandevúval és a néhány nappal Cooper útja után startoló Valentyina Tyereskova is többet repült, mint a teljes Mercury-program során az amerikai űrhajósok összesen.

#### A holdraszállás
A NASA talán minden idők legnagyobb hatású programját az űrverseny elveszni látszó 1961-es csalódása hívta életre 1961-ben, az első ember világűrbe juttatásával. A Mercury-programot azért indította a NASA, hogy az első műhold űrbe juttatására visszavágva az ember űrbe juttatásának elsőségét már az USA söpörje be, ám ehelyett Jurij Gagarin repülésével a szovjetek megnyerték a dupla, vagy semmi játékot. Az újdonsült elnök, John F. Kennedy számára rendkívül rosszkor jött a Disznó-öbölbeli invázió pár nappal korábbi kudarca után, hogy elnöksége első 100 napja csak kudarcokkal és vereségekkel kezdődik, így ő is lépéskényszerbe került, hogy jobb színben tüntesse fel a helyzetet. Tanácsadóira támaszkodva egy olyan tervet keresett, amellyel vissza lehet terelni az űrversenyt a „startmezőre”, ráadásul hosszú kifutási időt ad, hogy a megvalósítás során lehagyhassák a szovjeteket, miközben feledtetik a világgal a korábbi nagy-nagy szovjet győzelmeket. Ez a terv lett a Holdon való leszállás ötlete, mégpedig valószerűtlenül rövid idő, 9 év alatt. Kennedy Apollo-program néven a tervet – és lényegében a szovjeteknek szóló versenyfelhívást, az űrverseny további prollongálását – 1961. május 25-én jelentette be az Amerikai Kongresszus előtt (a dolog további pikantériája, hogy az elnök személy szerint – ahogy egy privát megnyilatkozásában kifejtette – nem rajongott az űrügyekért és az űrversenyt is felesleges pénzkidobásnak tartotta, viszont szükséges rossznak, amivel meg lehetett nyugtatni a közvéleményt). 
A bejelentéssel elkezdődött a Hold meghódítása, amelyhez a koncepciótól kezdve a hordozórakétákon és az űrhajókon, vagy a szükséges anyagok feltalálásán át egészen a műveletekig mindent a nulláról kellett fejleszteni. És rögtön a program elején a folyamatok három fő ágra osztódtak szét. Az egyik ág az Apollo-programon belül a hardverfejlesztés volt, a másik pedig pénzügyileg szintén a programon belül, de logikailag inkább azon kívül, vagy legalább azzal párhuzamosan az infrastruktúrafejlesztés volt. A harmadik ág pedig egy önálló, elkülönült programban, a Gemini-programban jelent meg, amely arra volt hivatott, hogy kísérleti úton bizonyítsa, amire addig tapasztalati úton nem sikerült igazolást találni, hogy a holdraszállás műveletei technikailag kivitelezhetőek-e.
A Gemini-program feladata az volt, hogy mielőtt elkészülnének a Hold meghódításához szükséges bonyolult és hatalmas forrásokat igénylő fejlesztések, azelőtt igazolják az olyan alapvetően szükséges műveletek létjogosultságát, mint az űrhajók preciziós manőverezése, két űrhajó találkozása (űrrandevú), majd összekapcsolásának (dokkolás) lehetősége és az űrséták megvalósíthatósága. Nagyjából ezek kellettek az elképzelések szerint ahhoz, hogy néhány ember elrepüljön a Holdhoz és leszáljon rá (majd természetesen vissza is térjen onnan) és ehhez olcsóbbnak és hatékonyabbnak látszott egy párhuzamosan, gyorsan futtatott projektet indítani, mint kivárni, hogy az elkészülő éles holdűrhajókkal és holdrakétákkal igazolják ezeket az elveket, mellesleg azt kockáztatva, hogy az újabb és újabb űrműveletekben is beelőzik őket a szovjetek. Ennek érdekében az Apollo-program pénzügyi előirányzatának töredékéből felállítottak egy önálló programot, a Geminit, új fejlesztésű, kétszemélyes űrhajóval és egy szintén ICBM-ből átalakított hordozórakétával a Titannal.
A fejlesztési folyamat három év alatt lezajlott, majd 1965. március 23-án felszállt az első Gemini űrhajó
. A szándékok ellenére csak azért nem ez volt a világ első többszemélyes, manőverezhető űrhajója, mert a többszemélyes űrhajók felbocsátási versenyét még a szovjeteknek sikerült megnyerniük a Voszhod–1-gyel, amely fél évvel korábban startolt, sőt még a Voszhod–2 is megelőzte az új amerikai űrhajót és ami annál fájóbb volt, a világ első űrsétáját is végrehajtotta azon a repülésen Alekszej Leonov. Ám a Gemini–3 startját követően azonban a program egymaga maradt a színtéren és sikert-sikerre halmozva végül gőzhengerként utasította maga mögé a szovjeteket – mivel azoknak a Voszhod űrhajóval követett fejlesztési koncepciója hibásnak bizonyult.
1965. június 3-án startolt a Gemini–4, amelynek fedélzetéről Ed White űrhajós végrehajtotta a világ második és az USA első űrsétáját, immár három hónaposra csökkentve a szovjetektől való lemaradást. Az 1965. augusztus 21-én Cape Canaveralről induló Gemini–5 űrhajósai, Gordo Cooper és Pete Conrad pedig – az egyébként felmerülő, kis híján végzetes hibák ellenére – nyolc napos repülésükkel átvették az időtartam világcsúcsot szovjet kollégáiktól, amellett, hogy az űrrandevú elvét is igazolták, igaz egyelőre csak a nem túl kézzel fogható „fantom randevúval”. A soron következő repüléssel pedig véglegesen minden tekintetben utolérte a NASA a szovjetek valamennyi teljesítményét (pedig egy meghibásodás miatt ez váratlan rögtönzésből pattant ki). A tervek szerint a Gemini–6 és a Gemini–7 egy szimultán repülést mutatott be úgy, hogy annak során szó szerint arasznyi közelségbe navigált a két űrhajó egymáshoz, ráadásul a Gemini–7 egy holdutazás maximális időtartamával megegyező újabb időtartamrekordot állított fel. Ennek során a Gemini–7 startolt először egy 14 napos időtartamú útra Frank Borman és Jim Lovell űrhajósokkal. Majd 12 nap elteltével szállt fel a Gemini–6A, hogy odafönn megtalálja a társűrhajót és a lehető legközelebb navigálja magát hozzá, amelyet végül 30 cm-es közelséggel sikeresen teljesítettek is. Amikor a Gemini–7 a 14 napja végén leszállt, mindent teljesítettek, sőt túl is szárnyaltak az amerikai űrhajósok, amit a szovjetek korábban teljesítettek, így az űrverseny állása teljesen kiegyenlítődött. És a következő repülésen, a Gemini–8-on történt meg az, amikor Amerika lehagyta a Szovjetuniót az űrteljesítmények tekintetében. 1966. március 16-án Neil Armstrong és Dave Scott startoltak, hogy egy Agena célrakétával végrehajtsák a világ első űrbéli összekapcsolódását. Bár ezúttal is történtek váratlan események, például egy manőverező hajtómű meghibásodása miatt az űrhajósok a NASA addigi történetének legnagyobb vészhelyzetében, közvetlen életveszélyben találták magukat, a dokkolást sikeresen végrehajtották.
A Gemini–8 repülését követően a Gemini-program a második szakaszába lépett. Itt már nem került sor valamely úttörő űrművelet elsőkénti teljesítésére, hanem csak az addigiak elmélyült gyakorlására és az esetleg fellépő hibák kiküszöbölésére. A Gemini–9, Gemini–10, Gemini–11 és Gemini–12 repülések mindegyikén feladat volt az űrrandevú és űrséta végrehajtása és az utolsó hármon egy összekapcsolódás egy másik űreszközzel is. Ezek során az űrhajósok értékes tapasztalatokat szereztek a közelgő Apollo-repüléseket megelőzően, valamint kifinomították az egyes technikákat. Ilyen kritikus technika volt például az érdemi űrbeli munkát célzó űrséta, amelyet több – esetenként életveszélyes – kudarc után először igazán a Gemini–12 alkalmával sikerült tökéletesen végrehajtani. 
A Geminivel párhuzamosan futott a holdraszállás infrastruktúrális fejlesztéseinek fázisa is. 1961-1966 között megszületett az az eszközrendszer, ami a rakéta komponensek, űrhajók összeszerelését, majd indítását tette lehetővé. A feladat fizikai méreteihez illően ezek a létesítmények világviszonylatban is szuperlativuszokban említettek még napjainkban is, igaz a létrehozásuk költségei is hasonló nagyságrendűek voltak. A holdraszállások indító infrastruktúrájának helyszínéül kiválasztották a floridai Cape Canaveral-en már amúgy is meglévő és a korai programok startjaihoz használt Cape Canaveral Air Force Station melletti területet, amelyet kisajátítva megalapították az időközben elhunyt Kennedy elnökről elnevezett Kennedy Űrközpontot, majd itt építették fel az akkori világ legnagyobb összeszerelő csarnokát, a VAB-ot, mellette a startokat felügyelő irányítóközpont épületével, tőle biztonságos távolságban itt építették meg a 39-es indítóállás két önálló indítópadját az LC39A-t és az LC39B-t, majd kötötték a létesítményeket össze egy speciális úttal és ide telepítették azokat a berendezéseket, speciális óriásjárműveket, amelyek a starthoz szükségesek, úgymint a mobil indítóállványok és a hernyótalpas szállítójárművek.
A floridai beruházások mellett egy másik nagyberuházás is történt, részben a Hold meghódítása, részben pedig az egész NASA működésének elősegítésére, az új Embervezette Űrrepülések Központjának (a később Lyndon B. Johnsonról elnevezett űrközpontnak) a létrehozatala. Az új létesítményben történt az űrhajósok kiképzése és tréningje, valamint itt kapott helyet a repülésirányítás, amely valamennyi későbbi űrrepülés alkalmával, amikor ember járt fenn az űrben, a repülést felügyelte és segítette (illetve segíti a mai napig).
Az infrastrukturális fejlesztések voltak az Apollo-program és a teljes NASA legnagyobb beruházásai. A fejlesztési időszak alatt éppen akkor volt a legnagyobb a NASA költségvetése, amikor ezek épültek, mivel főként az egyedi és nehéz körülmények közötti építkezések – melyek ráadásul az oroszokkal való versengés miatt a lehető legnagyobb sietség mellett történtek – költségei magasra rúgtak. Ennek levezényléséhez nagymértékben hozzájárult, hogy Kennedy egy korábbi kipróbált kormánytisztviselőt, James Webbet bízta meg a NASA vezetésével, aki távolról sem volt űrrepülési szakember, viszont óriási tapasztalata volt a kormányzati fejlesztések vezénylésében.
A harmadik párhuzamosan futó ág pedig magának a Hold meghódításának módszertana és eszközrendszere volt. A tervezés a holdraszállás koncepciójával kezdődött, amely több lépcsőn keresztül alakult ki. Kezdetben az ún. direkt leszállás koncepcióját tűzték ki, ám ez olyan technikai feltételeket támasztott – leginkább a szükséges rakéta tolóerejével kapcsolatban –, ami messze volt a realitástól. Ezt a koncepciót váltotta a Wernher von Braun által javasolt Föld körüli pályán végrehajtott randevú koncepciója, amely a szükséges űrhajó és üzemanyag több csomagra bontásával a földi felszállás problémáját megoldotta, de nem orvosolta a holdról való felszállásét. 1962-ben egy beszállító, a Grumman mérnöke, Tom Dolan javasolt egy megoldást, egy ősrégi orosz elmélet, Jurij Kondratyuk „holdkompos elmélete” alapján, amely a Hold körüli pályán végrehajtott randevú elnevezést kapta és amelyet végül ki is választottak megvalósításra. A koncepció aztán kirajzolta a szükséges hardvert is: kellett egy óriásrakéta, amelyen viszont elfért a teljes holdi leszálláshoz szükséges űrhajórendszer, üzemanyaggal, személyzettel és ellátmánnyal együtt, kellett egy anyaűrhajó, amelyben az űrhajósok megteszik a Holdig, majd onnan hazavezető utat és kellett egy második, kisebb űrhajó, ami a holdi leszállást, majd az onnan történő felszállást tudja végrehajtani.
A rakéta fejlesztését Wernher von Braun csapatára bízták a Marshall Űrközpontban, ahol aztán egy egész rakétacsalád, a Saturn rakétacsalád született meg. A kisebb, Saturn IB rakétát a Föld körüli pályán, csak az anyaűrhajóval végrehajtott tesztekre szánták, míg a nagyobb testvére, a Saturn V lett, ami a Holdhoz tudta repíteni az egész hardvert. A Saturn V-be beleépítették a kor legelőremutatóbb, legkorszerűbb technikáját: a még a második világháborúból, a V–2 rakétákról származó hagyományos üzemanyag (esetünkben a kerozin) és cseppfolyós oxigén alapú hajtást tökéletesre fejlesztve az első fokozatban eljutottak a kategória teljesítőképességének csúcsára, míg a felső fokozatokba pedig egy korábban nem létező kategóriát, a cseppfolyós hidrogén-oxigén hajtást használták fel. A fejlesztésekből kikerülő végtermék, a két Saturn rakéta lett a program legfőbb erőssége, megbízható, nagy teljesítményű erőforrások, amelyek lehetővé tették a NASA számára a sikert.
A rakéta mellett két űrhajót kellett fejleszteni. Az egyik az anyaűrhajó, vagy hivatalos nevén Apollo parancsnoki és műszaki egység volt. Az űrhajót a Mercury és Gemini tapasztalatok alapján, de immár három személyre építették és a korábbi beszállító McDonnell Aircraftot is lecserélték a North American-re. Eredetileg két fejlesztési lécsőben – Block I és Block II – tervezték a fejlesztés, ám egy váratlan tragédia, az Apollo–1 balesete közbeszólt, amelyben 1967. január 27-én meghalt Gus Grissom, Ed White és Roger Chaffee és csak a végleges változat készült el, mivel a baleseti kivizsgálás annyi hibát talált az első lépcsős típuson, hogy azt már nem volt érdemes elkészíteni. Az űrhajót az Apollo–7 1968. október 11-22. közötti útja után késznek nyilvánították és végül használták végig a program során. 
A másik űrhajó, a holdkomp fejlesztése még bonyolultabb volt, mivel tapasztalatok nélkül kellett nekilátni a speciális űrjárműnek. A fejlesztést a Grumman repülőgépgyárra bízták, amely lassan, lépésről-lépésre jutott el oda, hogy egy, a holdraszállásra kész példányt adjon a NASA-nak (a fő probléma az volt, hogy a megadott súlylimitbe beleférjen a szerkezet). Az űreszközt 1969. március 3-13. között próbálta ki az Apollo–9 legénysége és igazolta, hogy a feladatra kész az űrjármű, azonban a gyár az éles holdraszállásra is alkalmas példányt csak tényleg az első valós holdraszállási kísérlet idejére tudott leszállítani. Ám a sikeres tesztekkel összeállt hardver oldalról a holdraszállás koncepciója.
Az Apollo-program a repülési fázisba ért, amelynek egyik vitathatatlan csúcsa az Apollo–8 repülése volt 1968. december 21-27. között. Ekkor Frank Borman parancsnok, Jim Lovell parancsnoki egység pilóta és Bill Anders holdkomp pilóta az emberiség történetében először repült el a Holdig, majd állt körülötte keringési pályára és először pillantották meg a saját szemükkel a Hold sohasem látható túlsó oldalát. Ezzel a repüléssel az USA megtette a legnagyobb lépést, hogy a Hold elsőkénti eléréséért folyó versenyt megnyerje a NASA a szovjetekkel szemben, mivel a szovjetek nem mutattak meggyőző aktivitást a Holdnál (leszámítva a Zond-program automata repüléseit, amelyek rendre valamilyen problémát produkáltak teljes siker helyett).
1969. május 26-án az Apollo–10 sikeres repülésével – amellyel ismét három űrhajós, Tom Stafford, John Young és Gene Cernan repült a Holdhoz, állt pályára körülötte, majd gyakorolták el a holdkomp leszállásának lépéseit, a holdfelszínre való tényleges leszállás kivételével – véget ért a tesztfázis és következhetett a tényleges holdi leszállás. 1969. július 16-án startolt Neil Armstronggal, Buzz Aldrinnal és Michael Collins-szal a fedélzetén az Apollo–11, amely immár tényelgesen a leszállást kapta feladatul, amelyet 1969. július 20-án sikeresen teljesített, amikor az Eagle holdkomp leszállt a Hold Mare Tranquilitatis térségében a felszínre. Később egy 2 óra 41 perces holdsétát is tett Armstrong és Aldrin, amelynek során elhangzott a történelmi mondat: „Kis lépés ez egy embernek, de hatalmas ugrás az emberiségnek”.

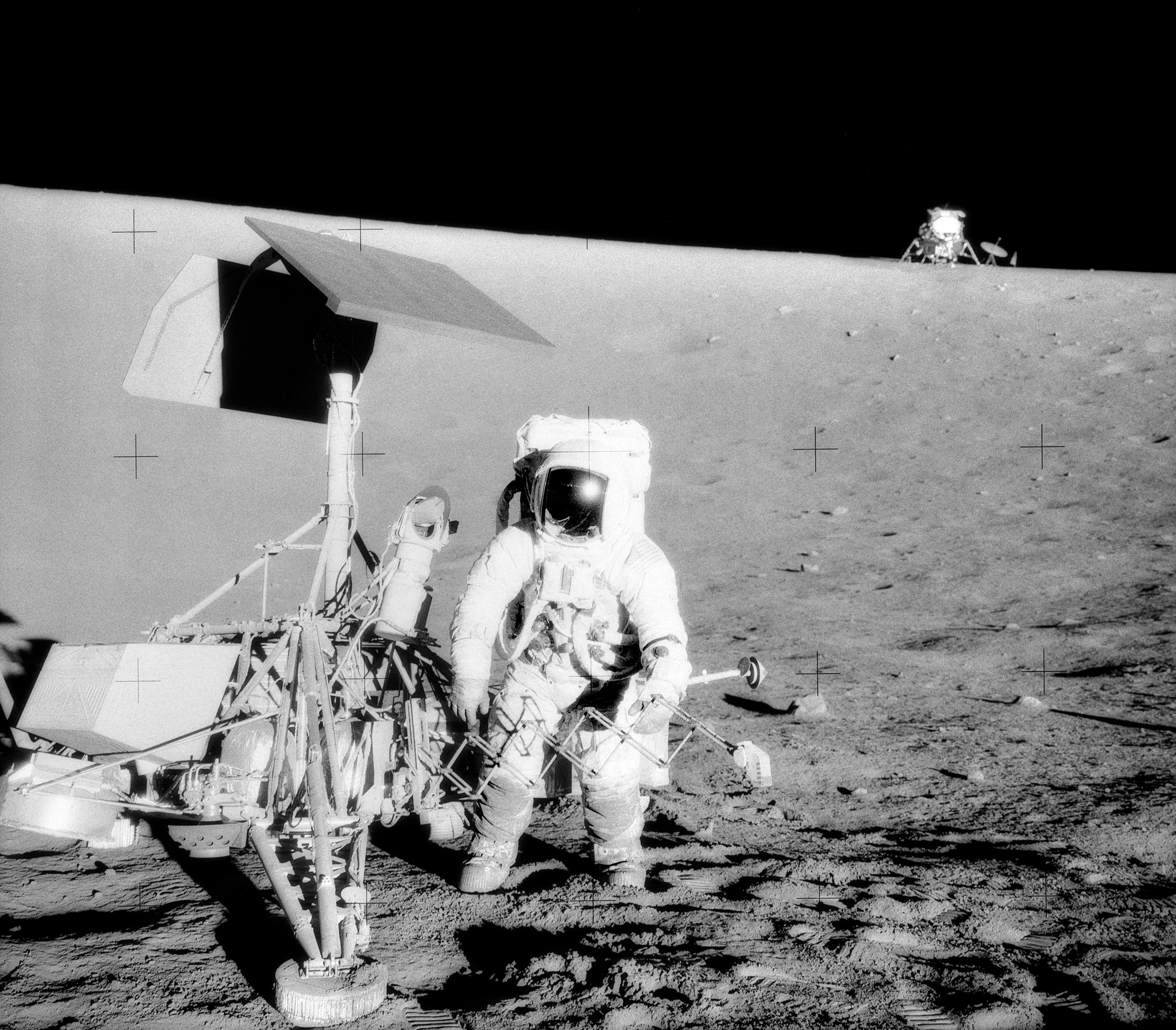
Az Apollo–12 asztronautái a Holdon meglátogatták a Surveyor–3 leszállóegységet

A sikeres holdraszállást követően elindult a holdprogram tudományos fázisa. Ennek során még öt űrhajó látogatta meg a Holdat. Az Apollo–12 bemutatta, hogy a hardver képes végrehajtani egy hajszálpontos leszállást egy előre kijelölt ponton a holdfelszínen, amikor Pete Conrad, Al Bean és Dick Gordon 1969. november 18-24. közötti repülésen leszálltak egy korábban holdatért szonda, a Surveyor–3 mellett. Ezt követte az Apollo–13, a NASA egyik majdnem katasztrófába torkolló balesete, a „sikeres kudarc”, amikor egy oxigntartály robbanás miatt kis híján végzetes hibát szenvedett a parancsnoki űrhajó és csak nagy viszontagságok árán sikerült visszahozni a legénységet, Jim Lovell parancsnokot, Jack Swigert parancsnoki modul pilótát és Fred Haise holdkomp pilótát. A baleset után a tudományos kutatásokhoz való visszatérést az Apollo–14 repülése jelentette, amelyet 1971. január 31.-február 9. között amerika első űrhajósa, a veterán Al Shepard és két társa, Stu Roosa és Ed Mitchell teljesítettek a holdfelszín Fra Mauro térségében leszállva.
Nixon elnök beiktatásával az Apollo-program is irányt váltott – az elnök a költségek miatt fájó módon megkurtította, torzóra vágta –, amely a soron következő expedícióknál jelent meg. Töröltek 3 Apollo repülést és előrébb hozták a következő fejlődési lépcsőt jelentő holdjáró bevetésével végzett repüléseket. Az Apollo–15 lett az első, amely magával vitte a holdjárót, egy elektromos terepjáró autót, amely óriási mobilitási ugrást jelentett a felfedező űrhajósok, Dave Scott, Jim Irwin és Al Worden számára az 1971. július 26.-augusztus 6. közötti útjukon, amely a Hadley-Appenninnek leszállóhelyen érte el a Holdat. Az Apollo–16-on szintén vitt magával John Young, Charlie Duke és Ken Mattingly egy holdjárót 1972. április 16.-26. közötti útjára, hogy három holdsétájuk során részletesen felfedezzék a Descartes kráter környékét. A program lezárását pedig a harmadik holdjárós holdutazás, az Apollo–17 hozta el, amikor Gene Cernan, Jack Schmitt és Ron Evans indultak, hogy holdkompjuk leszálljon a Taurus-Littrow-völgyben az 1972. december 7.-19. közötti útjukon. Az űrhajósok által elvégzett három űrsétával ért véget a Hold felfedezésének első fázisa, amelyet Apollo-programnak nevezett el a NASA.

#### Az űrverseny lezárása
Amikor a szovjetek elvesztették a Holdért folyó versenyt, mert nem voltak képesek a feladat kulcsát jelentő óriásrakétát kifejleszteni, akkor elkezdték azt a propagandát terjeszteni, hogy nekik eszük ágában sem volt a Holdra menni, ők inkább űrállomásépítésben érdekeltek. Kvázi megpróbálták elterelni az űrvesenyt egy olyan irányba, ahol már volt némi fejlesztési alapjuk, amit ki lehetett gyorsan aknázni. Ezért 1971. április 19-én felbocsátották a Szaljut–1-et, a világ első űrállomását, egy busznyi méretű orbitális munkahelyet. Az USA, a NASA ezt sem hagyhatta szó nélkül a Hold elhódításával aratott siker ellenére, így a NASA is az űrállomásépítést tűzte ki célul maga elé, ahogy az Apollo-program véget ért. Ilyen céllal már idejekorán indult afféle megvalósíthatósági program, amely az Apollohoz feltalált hardver technológiai alapjain állva próbált új hasznosítási területeket találni a meglévő eszközökből. Ez volt az Apollo Application Program (Apollo Felhasználhatósági Program). Az ebben a holdprogram végéig felhalmozott eredményeket, illetve úgy ötleteket (például von Braun azon ötletét, hogy a Saturn V legfelső, S-IVB fokozatának szerkezetét használják űrállomásépítésre és a hajtóanyagtartályok helyén hozzák létre az állomás belső tereit) összegyúrva és az AAP-t Skylab-programra keresztelve megkezdődött a Szaljutra választ adó amerikai űrállomás fejlesztése.
1973-ra kész is volt a fejlesztés és 1973. május 14-én el is startolt a Skylab űrállomás az utolsó Saturn V rakéta vállán. Ám ezúttal nem volt hibátlan az egyébként kivételes megbízhatóságú óriásrakéta. Az emelkedés során komoly vibrációs probléma jelentkezett, amely a pályára állásig kis híján tönkretette az űrállomást, de annyi sérülést mindenképpen okozott, hogy ne lehessen a tervek szerint használatba venni. Egy rögtönözve összeállított mentési tervvel szállt fel az eredetileg tervezetthez képest 11 napos késéssel a Skylab–2 űrhajó legénysége, Pete Conrad, Joe Kerwin és Paul Weitz, hogy megmentsék az űrállomást, amely hősies munkájuk nyomán sikerrel is járt és az amerikaiak elkezdhették az érdemi munkát a saját, egyébként az oroszokéhoz képes impozáns, hatalmas és tágas űrállomáson. Az első legéynség 28 napot töltött fenn, átvéve ismét az oroszoktól mindenféle időtartam világrekordot. A második Skylab legénység, Al Bean, Owen K. Garriot és Jack Lousma 1973. július 28-án startolt és elődeik időtartamának dupláját, 56 napot töltöttek fenn a Skylaben, értékes kísérleteket, illetve az űrállomás egyik spacialitását jelentő napmegfigyeléseket végezve. Végül a Skylab–4, a harmadik és egyben utolsó legénység 84 napot töltött az űrben, megkérdőjelezhetetlenül átvéve az időtartamrekordot és a vezetést űrállomás témában a szovjetektől.
Az Apollo-program lezárása elindított egy másik folyamatot is a Szovjetunió és az USA űrszervei között. Ahogy a nagyhatalmak közötti politikában is enyhülési folyamat állt be és Nixon, illetve Brezsnyev keresni kezdték, hogyan tudnák rendezni országaik egymáshoz való viszonyát, úgy a NASA és a Szovjet Tudományos Akadémia is elkezdte a kapcsolatot keresni egymással. A kapcsolatfelvételnek aztán mindkét szinten az lett a vége, hogy az illetékesek elhatározták, tető alá hoznak egy közös repülést. Ennek politikai-jogi alapjait az 1972-es moszkvai SALT–1 tárgyalások egyik különmegállapodásában fektették le, majd a NASA és szovjet tárgyalópartnere több tárgyalási fordulóban kidolgozta a részleteit, hogyan találkozhatna és kapcsolódhatna össze fenn a világűrben a szovjet Szojuz és az amerikai Apollo űrhajó.
A felek három év alatt lassan megtanulták egymás nyelvét – képletesen és szó szerint egyaránt – és a fejlesztésekkel eljutottak oda, hogyan lehet egymás rendszereit kompatibilissé tenni egy közös repülésre. Kijelöltek öt űrhajóst, egy szovjet párost, Alekszej Leonovot és Valerij Kubaszovot és egy amerikai triót, Tom Staffordot, Deke Slaytont és Vance Brand-et, akik végigmentek egy komplex kiképzésen, majd 1975. július 15-én elstartolt előbb a Szojuz–19, majd az Apollo és hamarosan egy sikeres űrrandevút követően összekapcsolódtak. Az űrhajósok ekkor egy inkább protokolláris, mintsem tudományos értékkel bíró napirendet csináltak végig, hogy másfél nap múltán elvégzettnek jelentsék a közös programot. Hazafelé a Szojuz eseménytelen leszállást mutatott be, míg az Apollo utasai egy váratlan hiba miatt – mérges gázok szöktek be egy szelepen a kabinba – kis híján meghaltak. Ám a program lefektette az űrkutatásban a nemzetközi együttműködés alapjait, amely egészen napjainkig működik tovább.

#### Space Shuttle
Az 1968-as elnökválasztást Richard Nixon nyerte, aki amellett, hogy megörökölte az Apollo-programot és learathatta annak dicsőségét, megörökölte azt is, hogy a NASA mérhetetlen pénzt költ egy presztízsharcra, amit ráadásul nagyon rövid határidőn belül meg is nyert az USA. Nixon ezért felállította a Space Task Group-ot, amely azt a feladatot kapta, hogy szabjon irányt Amerika jövőbeni űrtevékenységének és a NASA tevékenységének. Azzal párhuzamosan, hogy az elnök költségvetési elvonással megkurtította az Apollo-programot, kirajzolódott egy javaslatgyűjtemény a továbblépésre. Ebben a szakemberek az óriási ívű alternatíváktól (emberes marsutazás, állandó holdbázis, 50 embert befogadó űrállomás) egészen a szerényebb verziókig, egy többször felhasználható űrhajótípus építéséig terjedt. Az elnök, költségvetési megfontolásokból (az Apollo-program és a vietnámi háború roppant költései és a kopogtató recesszió hatására) a legolcsóbb megoldások közül válogatva a többször felhasználható űrhajó megvalósítása mellett döntött. A NASA célja pedig az lett, hogy csökkentse az űrbe jutás költségeit, mégpedig drasztikusan (a cél az addigi kilogrammonkénti 1000 dolláros szintről a 20-50 dollár közötti sáv elérése lett volna), amelyhez az egyszer használatos űrtechnika helyett a többször felhasználhatóság volt a megoldás
.
Néhány előtanulmány felhasználásával 1971-re a NASA elhatározta, hogy egy olyan koncepciót választ, amellyel részben újrafelhasználható űrhajót kapnak. Az űrjárművet három részre osztották: egy repülőgép módjára leszállni képes egység, az orbiter a rendszer főhajtóműveivel, két szilárd hajtóanyagú oldalsó gyorsítórakéta és egy nagy külső hajtóanyagtartály. Előbbi két részegységet szánták többször felhasználhatónak, míg a nagy tartályt minden repülés után eldobhatónak. Az építésénél szakítottak a korábbi elvvel, hogy az űrhajó a rakéta tetején ül és ún. párhuzamos szerelést választtottak, amikor az űrhajó a hordozóeszköz oldalára kerül felszerelésre. A rendszer a Space Transportation System (STS – Űrszállítási Rendszer) nevet kapta és a tervek szerint évi 24 indítás mellett már pénzügyileg is rentábilisen lehetett működtetni. A fejlesztéseket a NASA a korábban megszokott módon csak koordinálta, de a tényleges részletes munkát kiadta a beszállítóknak, az orbiter esetében a North American Rockwellnek, a gyorsítórakéták esetén a Morton Thiokolnak, míg a nagy küldő tartály tervezési feladatait a Martin Marietta (a későbbi Lockheed) kapta.
1976-ra lett kész a rendszer legfőbb elemének tekinthető orbiter első példánya az Enterprise űrsikló , amely még űrrepülésre nem, de az első légköri tesztekre már alkalmas volt, amelyeket a kaliforniai Edwards Támaszpont sivatagi repülőterén végztek el. Az első példány, amit felszereltek az új RS–25 főhajtóművel és a különleges hővédő csempézéssel és így már űrrepülésre is alkalmas lett, a Columbia űrrepülőgép lett. Az Enterprise sikeres tesztjeit követően egy szokatlan lépésre szánta el a magát a NASA: nem alkalmaznak automata, ember nélküli tesztrepüléseket, hanem a további teszteken már embert ültetnek az űrrepülőgépekbe. Egy kb. fél éves tesztidőszakot követően – amelyben az STS-rendszer összeszerelését, az indítóállásba szállítását és az ottani kompatibilitását próbálták végig az indító infrastruktúrával – 1981. április 12-én megtörtént az űrhajótípus első űrbe irányuló startja. A Columbia, fedélzetén John Young parancsnokkal és Robert Crippen pilótával problémák nélkül jutott el a kijelölt Föld körüli pályára.
Ezt követően az űrrepülőgépek repülése négy szakaszban történt. Az első szakasz az összesen 4 repülésből álló tesztfolyamat volt, az STS–1-től az STS–4-ig, 1981. április 12.-1982. július 4. között. Ebben a szakaszban kipróbálták az űrrepülőgép minden rendszerét, tesztelték a különböző hasznos terhet jelentő tárgyak mozgathatóságát és behelyezhetőségét az űrrepülőgép rakterébe és vizsgázott a hővédő rendszer is.
A következő szakaszban jött el az űrrepülőgép intenzív felhasználásának időszaka. Az eredeti koncepció szerint az STS-rendszerrel műholdakat lehetett pályára állítani, vagy éppen elromlott, sérült űreszközöket lehetett hazahozni, hogy aztán azokat a Földön megjavítva, visszavihessék az űrbeli szolgálatba. A NASA terve az volt, hogy ilyen irányú kereskedelmi hasznosítással teszi önfenttartóvá, rentábilissé az új űrhajótípus repüléseit. Ebben az időszakban állítottak szolgálatba három másik űrsiklót, a Challengert, a Discovery-t és az Atlantist. A kereskedelmi és egyéb hasznosítás másik sarokköve volt az intenzív használat. Az űrrepülőgép flottát példányonként 100 repülésre tervezték és a gazdaságos ürrepülések eléréséhez kb. évi 24, azaz kéthetenkénti startra volt szüksége a NASA-nak és ezt a frekvenciát próbálták elérni ebben a szakaszban, végül kevés sikerrel. Mindenesetre ebben a szakaszban megtörtént az első kereskedelmi műhold, majd utána egyszerre több műhold pályára állítása, az első űrséták és a kutatási programok – pl. a Spacelab – beindítása is.  
A szakaszt a Challenger űrrepülőgép 1986. január 28-i katasztrófája, az emelkedés közbeni, a gyorsítórakétában keletkezett károsodás miatti megsemmisülése és a hét fős legénység – Francis „Dick” Scobee, Michael John Smith, Judith Arlene Resnik, Ellison Shoji Onizuka, Ronald Ervin McNair, Greg Jarvis és Christa McAuliffe – halála zárta le, amely után, a baleseti kivizsgálás 20 hónapja alatt nem szállt fel űrhajó a NASA jelvényével. A kivizsgálás számos, a baleset műszaki okán kívül álló és a NASA-t, mint szervezetet érintő megállapítást tett, hogy a katasztrófa az űrhivatal nem megfelelő működése, a potenciálisan veszélyesnek tűnő helyzetek rossz kezelése, a kiépített kommunikáció torzulása miatt is következett be, ami miatt komoly változásokra volt szükség a NASA-n belül a továbblépéshez.
A balesetet követően egy új szakasz indult. A NASA felismerte, hogy a kereskedelmi hasznosítással és az űrrepülőgép startfrekvenciájának görcsös eröltetésével – és ezáltal az olcsó ürrepülés megteremtésével – tévúton jár és kényszerűen elengedte célja közül a kereskedelmi hasznosítást, helyette egy sor tudományos küldetésre, vagy a tudomány szempontjából nagyjelentőségű űreszköz pályára állítására, vagy Föld körüli pályán megvalósított karbantartására került sor. Ezek közül kiemelkedik a Magellan vénusszonda, a Galileo jupiterszonda, vagy a Nagy obszervatóriumok program több tagjának, így a Hubble űrtávcsőnek, vagy a Compton röntgenteleszkópnak és a Chandra űrtávcsőnek a pályára állítása, vagy a Hubble megmentését, majd későbbi üzemelését is szolgáló bravúros szerelési küldetések sora is. Ekkor csatlakozott a flottához még egy űrrepülőgép példány, a lényegében megmaradt alkatrészekből megépült Endeavour űrsikló is a Challenger pótlására.  
A korszak másik nagyszabású eseménysorozata volt a szovjet-orosz Mir űrállomással való találkozások sora. Az USA és Oroszország között kibontakozó űregyüttműködés látványos programja volt a Shuttle-Mir-program, amelyben a NASA az űrsiklóit a Mirhez küldte, hogy aztán amerikai űrhajósok szálljanak át az orosz űrállomásra és ott hosszabb ideig végezzenek munkát, amely a későbbi nagy nemzetközi űrállomásprogram előfutára volt. Összesen kilenc Shuttle-Mir repülés után aztán következett az időszak legnagyobb formátumú programja, amely lényegében az űrsiklókra, mint űr-teherszállító eszközökre épült, a Nemzetközi Űrállomás építése. A korszak végét jelentő időszakban az űrsiklók szinte kizárólag az ISS-hez repültek és szállították, majd szerelték be az újabb és újabb részegységeket az űrállomás szerkezetébe. 
Az újabb szakaszhatárt ismét egy katasztrófa, a Columbia űrhajó megsemmisülése zárta le 2003. február 1-jén. A NASA-t ismét alapjaiban rázta meg a tragédia, mivel a műszaki okokon – egy a nagy külső tartályról a start során levált habdarab eltalálta és beszakította a szárny hővédelmét jelentő egyik RCC-elemet – kívül a vizsgálat feltárta, hogy a hét űrhajós – Richard Douglas Husband, William Cameron McCool, Michael Phillip Anderson, David McDowell Brown, Kalpana Chawla, Laurel Blair Salton Clark és Ílán Rámón – halálát okozó baleset ismét az űrhivatalban kialakult gyakorlat számlájára volt írható. A NASA folyamatai káros módon visszarendeződtek a Challenger-katasztrófát megelőző, a vészhelyzeteket félrekezelő, rossz kommunikációt és rossz döntési mechanizmust tartalmazó gyakorlathoz, ami immár a második, egyébként kivételesen biztonságosnak gondolt és tervezett űrsikló elvesztésével járt.
A katasztrófa kivizsgálását követően sommás vélemények születtek: a Space Shuttle-programot le kell zárni és az űrhajótípust nyugdíjba kell küldeni még akkor is, ha a tervezett 400 repülésnek még csak a töredékénél tart a program. A NASA csak addig kapott haladékot az újabb repülésekre, amíg be nem fejeződik az ISS építése. Egyetlen kivétellel, amikor a Hubble űrtávcső utolsó szervizelése történt meg, a NASA űrsiklói már csak az ISS építésében vettek részt, amelynek végén 2011. július 8-án az Atlantis űrsikló repülése zárta le a 135. repüléssel az STS-programot.

#### Nemzetközi Űrállomás
A sikeres Skylab-programot követően a NASA érdeklődése fennmaradt az űrállomásépítés irányában, ám ismét politikai lökés kellett hozzá, hogy meg is valósíthassa azt. A szovjetek rendkívül sikeresek voltak a Szaljut–6 és Szaljut–7, majd a Mir űrállomásokkal és ez segítette hozzá az űrügynökséget, hogy az űrrepülőgépek kifejlesztéséig minden mással kényszerűen várakozva az új elnökben, Ronald Reaganben támogatóra leljenek. A Reagen-érában ismét egy időre fagyossá váló szovjet-amerikai viszonyban Amerika ismét szükségét érezte, hogy a sikeres Szaljut és Mir-programokra amerikai válasz szülessen. Ez a terv lett a Freedom űrállomás, egy hatalmas – a szovjetek koncepciójához nagyon hasonló – modul rendszerű állomás. Azonban a NASA által ajánlott űreszköz olyan – elsősorban pénzügyi – forrásokat kívánt meg, amelyet az USA kormányzata nem kívánt egymaga finanszírozni, így nemzetkozi együttműködő partnereket kellett toborozni. Később ezek lettek az ESA, Kanada és Japán. A projekt előrehaladásával azonban ismét és ismét felmerült a költségnövekedés problémája, így a Bill Clinton elnök vezette kormányzat egy Al Gore alelnök és Viktor Csernomirgyin miniszterelnök által aláírt egyezmény értelmében bevonta Oroszországot is az együttműködő partnerek sorába és a projektet is átkeresztelték Freedomról Nemzetközi Űrállomásra.
Az űrállomás építése 1998. november 20-án kezdődött, amikor Oroszország felbocsátotta a Zarja modult, a voltaképpeni Mir–2 űrállomás központi egységét. Két héttel később, december 4-én a NASA is bekapcsolódott az építkezésbe, amikor az STS–88-on az Endeavour feljuttatta a Unity modult, amelyet összekapcsoltak a Zarjával. Az építkezés következő nagy horderejű állomása a Zvezda modul 2000 júliusi megérkezése volt, amellyel lehetővé vált, hogy állandó legénység költözzön az űrállomásra. Az Expedition 1 jelű legénység érkezésére 2000 novemberéig, a Szojuz TM–31 érkezéséig kellett várni, azóta pedig folyamatosan lakott az állomás. És a legénység érkezésével egy pillanatra sem állt le az űrállomás további bővítése. Sorra érkeztek a Pirsz, a Destiny modulok és a Quest légzsilip, vagy a Canadarm2 egység és az Integrált rácsszerkezet, vagy az energiaellátást szolgáló hatalmas napelemszárnyak darabjai a Szojuz–U hordozókkal, vagy a Discovery, Atlantis és Endeavour űrsiklókkal, egyre növelve az űrállomást. 
A Columbia űrrepülőgép 2003-as tragédiája egy hosszabb periódusra lelassította az építkezést, még a személyzetet is csökkenteni kellett, mivel az űrsikló-flotta a földre kényszerült és nem tudott részt venni az építésben annak repülésbe való 2006-os visszaállításáig. Sőt a Columbia egyik legmesszebbre ható hatása lett, hogy a NASA feladatul kapta az űrrepülőgépek teljes kivonását a szolgálatból, így az építkezést záros határidőn belül be kellett fejezni és az űrállomás ellátását más űrhajótípusokra kellett átállítani. Ebben a periódusban is még számos modul érkezett, köztük több más orosz és amerikai egység mellett más együttműködő partnerek űreszközeivel, így a japán Kibo-val, vagy az ESA Leonardo moduljával. 
A NASA 2025 nyarán közzé tett jelentése szerint az ISS összesen 43 különböző egységből áll és folyamatos a működése, folyamatosan fogadja és indítja az űrhajósokat szállító űrhajókat.

#### A magánszektor bevonása
A Columbia-katasztrófát követően a George W. Bush vezette kormányzat – a balesetet kivizsgáló Gehman Bizottságnak a Shuttle-flotta leállítására irányuló javaslata alapján – új űrhajó(k) kifejlesztéséről döntött, leváltandó az űrrepülőgépeket. A fejlesztésekbe ismét széles körben vonták volna be a magánszektort. Ám az ilyen módon elinduló Constellation-program célkitűzéseit 2009-ben, az újonnan felálló Obama-adminisztráció felülvizsgáltatta a Barack Obama elnök által felállított Augustine Bizottsággal, amelynek következménye az lett, hogy a NASA elé kitűzött kettős célt – ti. illik a Holdra való visszatérést, majd továbblépést a Mars és az aszteroidák felé, valamint a Föld körüli pályán végzett repüléseket, kiemelten a Nemzetközi Űrállomás ellátásával – nem tudja teljesíteni a NASA adott időn és költségkereten belül. Ahhoz, hogy mindkettő teljesüljön, szükség van a magánszektor bevonsására, nemcsak a fejlesztések kivitelezésében, de a repülések teljesítésében egyaránt. Az Obama kormányzat így kettéválasztotta a feladatokat és a Föld körüli pályán végzett tevékenységbe meghívta a magánszektort, segítendő az üzemeltetésben, míg a NASA-ra a Naprendszer távolabbi részének felfedezése maradt, mint fő feladat.
A NASA erre a célra egy külön fejlesztési programot indított, külön – 1,3 milliárd dolláros – költségvetéssel, amely a magánszektor bevonását támogatta és négy magáncéget, a Blue Origint, a SpaceX-t, a Sierra Nevada Corporationt és a Boeinget vonta be. A versenyből végül – némi jogi csatározást is beleértve – végül a SpaceX és a Boeing került kiválasztásra, hogy előbbi a Dragon űrhajó személy és teher változatával (a Crew Dragonnal és a Cargo Dragonnal), míg utóbbi a Starliner űrhajóval láthassa el az ISS személyzetcseréit és utánpótlás ellátását (mellesleg megszüntetve az USA függését a Szojuz és a Progressz űrhajóktól).
A versengés végén a SpaceX Dragon űrhajója repült először, annak is a személyszállító Crew Dragon változata, még ember nélkül (Demo–1), 2019. március 2-án startolt Cape Canaveralről és dokkolt az ISS-hez. Ezt követte a Boeing Starliner első repülése az ISS-hez 2019. december 20-án, bár a dokkolása ekkor még sikertelen volt az űrállomáshoz. Az első embereket szállító kereskedelmi űrrepülés, a Crew Dragon Demo–2 repülése 2020. május 30-án startolt, hogy másnap összekapcsolódjon a Dough Hurley és Bob Behnken vezette űrhajó az űrállomással és azóta a típus szériaérett lett és folyamatosan szállítja az űrhajósokat a NASA és a NASA-n kívüli megbízók (pl. Axiom Space) számára. A Boeing Starlinerének első emberes repülésére jóval később, 2024. június 5-én került sor, amely ismét csak részsikert hozott, az űrhajó ugyan kikötött az ISS-nél, ám egy kormányfúvóka hiba miatt űrhajósai nem térhettek vele haza, mentesítő űrhajón kellett elhagyniuk az űrállomást. A Cargo Dragon 2 teherűrhajó első repülése a két embervezette típusé közé ékelődve 2020. december 6-án ment végbe.

#### Visszatérés a Holdra
George W. Bush elnök indította el a Columbia-katasztrófa nyomán az amerikai űrprogramok irányváltását és tűzte ki a NASA elé új célként a Hold újbóli elérését, majd utána a Mars és az aszteroidák ember általi meghódítását. Ennek a Constellation-program adott keretet, amelyen belül a Space Shuttle-t leváltó és úgy a Hold, a Mars elérésére, mint a Föld körüli pályán végrehajtott repülések kivitelezésére alkalmas Orion űrhajó és az azt feljuttatni képes hordozóeszközök fejlesztése lett a cél.
2009-ben a frissen beiktatott Barack Obama elnök felülvizsgáltatta az elődje által elindított programokat és az ezt végző Augustine Bizottság úgy találta, hogy az adott formában és pénzügyi forrásokból azt a NASA nem fogja tudni végrehajtani. Ezért a Constellation-programot az Orion fejlesztésén kívül leállították, majd az összes olyan elem további fejlesztését törölték, ami nem az Orion űrhajóval volt kapcsolatos, de bejelentették egy új nehézrakéta fejlesztési programját – 6 milliárd dollár forrást rendelve hozzá –, amely a Marshoz képes juttatni az Oriont. A nehézrakéta az SLS (Space Launch System – Űr Indítási Rendszer) nevet kapta.
2017 januárjában a hatalomra lépő Donald Trump lényegében helyben hagyta az Obama által kijelölt irányvonalat a NASA számára: a Föld körüli pályán végzett űrtevékenységben a civil űrszektor vállalatai látják el a feladatokat, természetesen a NASA koordinálása alatt, míg a távolabbi űr felfedezése marad az űrhivatalon belüli feladat, amelyre az Orion és az SLS fejlesztésével adnak választ. Még ugyanazon év decemberében azonban az elnök kiadta a Space Policy Directive 1 című irányelvet, amely az USA űrprogramjainak újabb átstrukturálását hozta el. Ebben az elnök felhívta a NASA-t, hogy integrálja be a privát szektort a Hold újbóli és a Mars elsőkénti elérésébe és az élére állva, koordinálja a kezdeményezést. Az irányelv leegyszerűsítette az USA NASA vezette irányait, amikor erősen holdi fókuszúvá tette azokat és a továbblépésről csak vázlatosan szólt. Ebben megfogalmazta az Orion űrhajó, a Lunar Gateway nevű állandó holdbázis és a Commercial Lunar Payload Service nevű civil üzemeltetésű ellátórendszer szerepét. 2019. május 16-án Jim Bridenstine NASA főigazgató pedig bejelentette, hogy az előbbiekben megfogalmazott programot Artemis-program néven viszi tovább a NASA.
2021 áprilisában a SpaceX kapta a jogot, hogy kifejlessze a Starship HLS nevű holdi leszállóegységet.
2022. november 16-án sikeresen startolt az Orion űrhajó az Artemis I repülésre, amely az űrhajó automata üzemmódban való kipróbálását célozta. Az űrhajó 25 napos repülés után tért vissza a Csendes-óceánra, jelképesen 50 évvel az Apollo–17 holdraszállása után.

### Automata űrszondákkal végzett felfedezési programjai
Az űrhivatal az idők során ezret is meghaladó számű műholdat és űrszondát indított, amelyek a Földet, vagy a Naprendszer más részeit vizsgálták, vizsgálják. Ezek között a legnagyobb sikerektől a keserves kudarcokig számosat találunk, de nagymértékben hozzájárultak a Naprendszer megismeréséhez. A legtöbb ilyen program már lezárult, ám vannak köztük ma is folyóak, aktívak, vagy éppen újonnan indulók.

#### Már lezajlott, lezárt kutatási programok

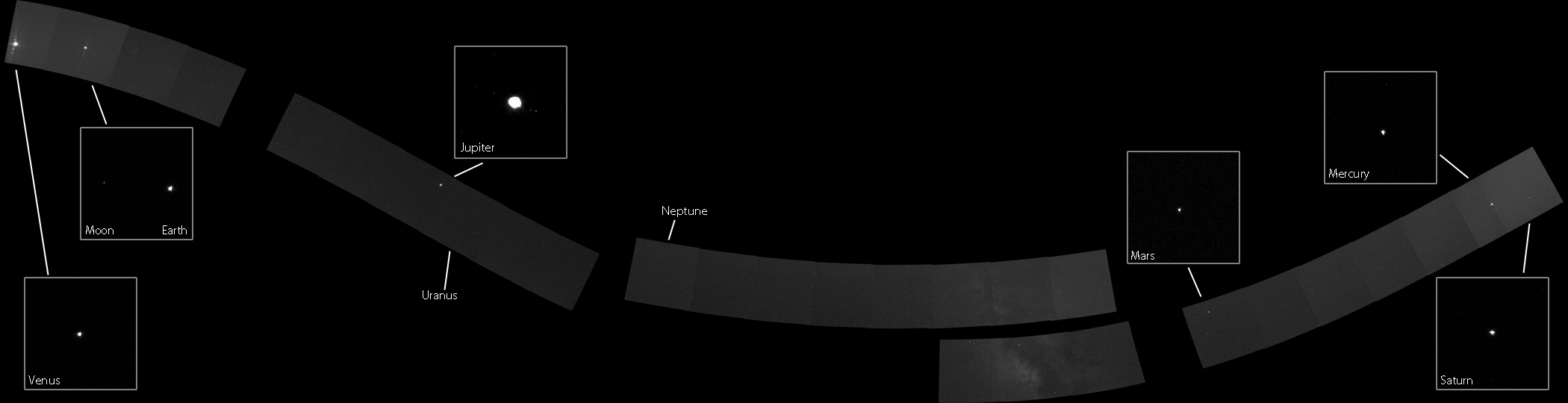
Portré a Naprendszer bolygóiról, 2010 novemberéből

- Pioneer-program

A NASA legrégebbi űrszondás programja, amely 1958-1960 és 1965-1992 között, két szakaszban zajlott le. A program célja a második kozmikus sebesség elérése, azaz a Föld vonzáskörzetének végleges elhagyása volt. Az első, rövidke szakaszban ennek keretében próbáltak szondákat küldni a Holdhoz, sikertelenül. A második szakasz pedig négy, a Belső-Naprendszerbe, Nap körüli pályára, az űr időjárás tanulmányozására küldött szondával kezdődött, majd két olyan szondával folytatódott 1972-1973-ban, amelyek történelmet írva, a gázóriásoknál végrehajtott gravitációs hintamanőverek révén elérték a harmadik kozmikus sebességet, amellyel a Nap vonzáskörzetéből lesznek képes kilépni. Egyben ez volt a két első űreszköz, amely átlépett a kisbolygóövön és elérte a Jupitert. Végül a program utolsó repüléseit a Vénusz felfedezésére szánták 1978-ban.
- Mariner-program

A Mariner-programrot a Belső-Naprendszer felderítésére dedikálták, hogy az első ismereteket megszerezze a NASA. 1962-1973 között összesen 10 Mariner szonda indult a Vénusz, a Mars és a Merkúr felderítésére. A repülések során számos elsőséget is jegyeztek a Mariner szondák, így az első bolygó melletti elrepülést, az első bolygó körüli pályára állást, vagy az első gravitációs hintamanővert is. Később a Mariner-program számos, még nagyobb jelentőségű program technikai alapját adta és így szülőprogramává vált a Voyager-programnak, amelyben a már tervfázisban levő Mariner szondák önálló programként futottak tovább a bolygóközi Grand Tour végrehajtására, vagy a Viking-program marsi leszálló egységei is a Mariner–9-hez eredetileg tervezett szondák felnagyításából jöttek létre. Még később a Galileo és a Magellan jupiter- és vénusszondák is a Marinerek technikai alapjából nőttek ki, míg a Cassini–Huygens szaturnuszszonda a második generációs Marinerek egy példánya volt.
- Az Apollo-programot előkészítő holdszondás programok

Az 1960-as években lelassultak a NASA automata űrrepülései, mindennek homlokterében a Kennedy által meghirdetett holdraszállás állt. Azonban a Hold fizikai tulajdonságairól – ti. hogy egyáltalán le lehet-e rajta szállni – szinte semmilyen ismerettel nem rendelkezett az emberiség. Ezért a NASA úgy döntött, hogy előkészítendő az emberek leszállását, holdszondákat küld a szomszéd égitestre, hogy azok kivizsgálják holdunk tulajdonságait és alkalmasságát a leszállásra. Erre kétféle szondatípust szántak, a globális adatokat szolgáltató Lunar Orbiter keringő egységeket és a leszállások révén lokális, de sokkal részletesebb adatokat nyújtó Surveyor leszállóegységeket. A Lunar Orbiter-programban összesen 5 keringő egység repült 1966-67-ben, amely repülések során egyrészt teljesen feltérképezték a Holdat – a felszín innenső oldalának 99 %-áról készült alacsonyabb, 60 méteres felbontású fotó, amelyből össze lehetett állítani az égitest teljes fotótérképét –, másrészt 20, a Földről előzetesen kiválogatott potenciális leszállóhelyet vizsgáltak meg nagyobb felbontású (lényegében egy korábbi generációs katonai felderítő technikát alkalmazó) felvételekkel. A szondák repülésének egy szinte mellékes, de annál fontosabb felfedezése volt a Hold testében kimutatható tömegkoncentrációk (mass contrentration = mascon), amelyek gravitációs anomáliákat okoztak és kissé eltérítették a Hold körül keringő űrhajók pályáját. A Surveyor-programban összesen hét szonda landolt 1966-68 között a Hold innenső oldalán, hogy a talaj tulajdonságait tanulmányozza eldöntve, hogy alkalmas-e leszállásra a felszín. A hétből csak öt volt sikeres. A szondák elsősorban fényképeket, videókat továbbítottak a leszállóhelyük környezetéről, vagy a saját hajtóművük hatásáról a felszínre, valamint egyéb adatokat (pl. hőmérséklet) továbbítottak haza.
- Viking-program

A NASA az 1970-es évek közepén tért vissza a nagyobb vállalkozásokhoz – az Apollo-program roppant erőfeszítései miatt James Webb főigazgató minden más tevékenységet, ami nem kapcsolódott a holdprogramhoz leállíttatott – amelyek egyik első megnyilvánulása a Viking-program volt. A megannyi bolygó mellett elrepülő, vagy keringő egység után az első sikeres leszállóegységnek szánta a NASA a Mariner–9 továbbfejlesztéséből született ikerszondáit. Az első, a Viking–1 1976. július 20-án mutatott be sikeres leszállást a Chryse Planitia síkságon, először a marskutatás történetében. A testvérszonda Viking–2 pedig 1976. szeptember 3-án ugyancsak sikeresen szállt le az Utopia Planitia formációnál. A Viking–1 2245 sol (2307 nap), míg a Viking–2 1281 sol (1361 nap) hosszan működött és végzett vizsgálatokat a Vörös Bolygón. A két űreszköz elsődleges feladata a felszínen az élet nyomainak keresése volt, amely negatív eredménnyel zárult, bár voltak olyan megfigyelések is, amelyek akár pozitívak is lehettek. A szondák másik része nem szállt le, hanem keringő egységként repült tovább Mars körüli pályán és a felszíni szonda rádióadásának átjátszásán kívül fényképezési feladatokat látott el. Ezzel a tevékenységgel átfogóan térképezték fel a marsfelszínt, amely az egyik legnagyobb eredménye a kettős repülésnek. Kiegészítő feladatként pedig a Phobos és a Deimos holdak fényképezésével a történelemben először készültek felvételek az ilyen jellegű befogott aszteroida holdakról.
- Voyager-program

Az 1970-es és 1980-as évek egyik legnagyobb hatású vállalkozása volt, amikor a NASA azt a felfedezést tette, hogy a Naprendszer külső bolygóinak éppen egy olyan együttállása készül bekövetkezni, hogy ha egy szondát a megfelelő időben indítanak, akkor elméletben végigrepülhetnek a Jupiter-Szaturnusz-Uránusz-Neptunusz láncolaton, gravitációs hintamanőverek sorozatával midenütt sebességet nyerve, majd a küldetés végén akár kirepülhet a Naprendszer peremén túlra, a csillagközi térbe. Az együttállás felfedezője a Grand Tour elnevezést adta egy ilyen repülésnek. A NASA pedig elfogadva a kihívást megépített egy szondapárost, a Voyager–1-et és a Voyager–2-t, amelyekkel aztán végig is repülték a tervezett programot.
Elsőként a Voyager–2 startolt – miután a Pioneer–10 és –11 szonda sikerrel bizonyította, hogy baj nélkül át lehet repülni az egyébként szintén feltérképezetlen kisbolygóövön – 1977. augusztus 20-án, de a testvérszonda Voyager–1, amely később, 1977. szeptember 5-én indult, ám más pályán előbb ért az út első állomásához, a Jupiterhez és az emberiség történetében először küldött közelképeket a Naprendszer legnagyobb gázóriásáról, ahová a második szonda csak négy hónappal később érkezett. A sikeres hintamanővert követően mindkét szonda a Szaturnusz felé vette az irányt, kettejük közül a Voyager–1-et arra szánták a tervezői, hogy átrepüljön a gázóriás gyűrűi között, a Cassini-résen, bizonyítva, hogy a résben valóban nincs számottevő anyag és a később érkező szonda is át tud repülni majd rajta, amellyel lehetővé válik számára az Uránusz és a Neptunusz elérése. A kísérlet sikerült, amellyel a Voyager–1 a Titan holdról is óriási tudományos értékű felvételekhez jutott, majd irányt vett a Naprendszer határa, a heliopauza felé. A később érkező Voyager–2 pedig átrepülve a gyűrű rései között, irányt vett az Uránusz felé, amelyet sikeresen elérve és az első fényképeket visszaküldve a harmadik gázóriástól, még egy hintamanőverrel a Neptunusz felé parittyázta magát, amelyről szintén az emberiség azóta is egyetlen rendelkezésre álló fotókollekcióját küldte haza.
A sikeres óriásbolygó melletti elrepüléseket követően megkezdődött a két Voyager szonda repülésének utolsó szakasza, amelyben a szondák kirepülnek a Naprendszerből. Napjainkra mindkét szonda elhagyta a heliopauzát és immár a Naprendszer határán kívül repül tovább más csillagok felé.
- Merkúr felfedező programok

A Mariner-program kezdeti Merkúr melletti elrepülései után a NASA 2004-ben küldte a legbelső bolygóhoz a MESSENGER űrszondát. A szonda feladata volt, hogy a történelemben először álljon pályára a legkevésbé látogatott kőzetbolygó körül, amely repülési szempontból igen nagy kihívás volt – csak 1985-ben találta fel valaki a megfelelő módszert, hogy a Nap felé repülő, ezért extrém módon felgyorsuló szondát – több Vénusz, Föld és Merkúr hintamanőverrel a pályára álláshoz megfelelő sebességre lassítsák. A MESSENGER 2004. augusztus 3-án startolt Floridából, majd a rendkívül bonyolult pályája – útközben egyszer visszatért a Földhöz, kétszer elrepült a Vénusz és háromszor is a Merkúr mellett, hogy az ilyenkor fellépő gravitációs hintákkal módosítsák a sebességét – csak 6 és fél év múltán 2011. március 18-án állt Merkúr körüli pályára.
A MESSENGER 2015. április 30-i Merkúrba csapódásáig végzett tudományos megfigyeléseket, felderítve a bolygófelszín kémiai kompozícióját, a nagyon híg légkört és gyenge mágneses mezőt, illetve megannyi fényképet készíve a felszínről. A kutatás több fázisban folyt, mivel a szonda bőven túlélte az előre tervezett élettartamát, így többször is meghosszabbították a kutatások időtartamát. Ezek keretében találtak például vizet a Merkúr exoszférájában, vagy figyelték meg az Encke üstököst, vagy az ICON üstököst, vagy készített a szonda egy ikonikus fotót kifelé nézve a Naprendszerből a felsorakozott bolygókról.
- Vénusz felfedező programok

Bár a Vénusz sokáig a Szovjetunió felségterületének számított (a szovjetek garmadával küldték a Venyera szondáikat a bolygóhoz), mégis az első, a bolygót elérő, mellette elrepülő szonda a NASA Mariner–2-je lett 1962. december 14-én. Ezt követően nagyon sokáig nem fordult az űrhivatal figyelme a Vénusz felé, a következő vénuszszondát már a Shuttle-korszakban küldték fel az amerikaiak. 1989. május 4-én startolt az STS–30 repülésen az Atlantis fedélzetéről a Magellan űrszonda, amely aztán 1990. augusztus 10-én állt bolygó körüli pályára, hogy aztán onnan a keringési magasságból minden korábbinál részletesebben mérje fel a bolygót, amelyet a sűrű felhőtakarója miatt közvetlenül nem lehet megfigyelni.
A repülés végül össszesen 5 szakaszból állt (a tervezett élettartama után is még hibátlanul műküdő űreszköz küldetésének újabb és újabb hosszabbításaival), amelyek során a szondába épített radarral átlátva a felhőkön részletesen letapogatták a felszínt és ebből összeállíthatták a bolygó szinte teljes 3D térképét, majd sztereo radarképek készültek az érdekesebb felszíni formákról, végül pedig a Vénusz gravitációs mezejének felmérésére, majd a légkör dinamikájának felmérésére került sor. Az emberiség ezen repülés nyomán szerezte a legátfogóbb képet a legközelebbi másik földszerű bolygóról.
- Mars felfedező programok

Ahogy a Vénuszt szokás szovjet felségterületként említeni az odaküldött űreszközök túlsúlya miatt, így a Mars inkább számított amerikai, NASA felségterületnek az idők során számos sikeres marsszondával. Az első sikeres, a bolygót elérő és mellette elrepülő szonda a Mariner–4 volt 1965. július 15-én, igaz Mars körüli pályára már szovjet űreszköz, a Marsz–2 állt 1971. november 27-én, de az első leszállást a felszínre ismét NASA logos űrjármű, a Viking–1 végezte el.
Ezen elsőségek után következett a bolygó még részletesebb és egyre specifikusabb feltérképezése. Ezek sorát a Mars Global Surveyor keringő egysége nyitotta, amely 1997. szeptember 11-én állt Mars körüli pályára. Ezt követően 10 éven át működött és poláris pályáról a bolygó felszínének egészét képes volt feltérképezni, amit kameráival akkurátusan meg is tett, így juttatva a kutatókat a Mars első nagyfelbontású fotótérképéhez. A legérdekesebb felfedezések a víz korábbi jelenlétének fotóbizonyítékai voltak.
Ezt követte a Mars Pathfinder szonda, amely leszállóegysége 1997. július 4-én ért talajt Ares Vallis formációja mellett a Chryse Planitia régióban. A szonda legnagyobb újdonsága viszont abban állt, hogy a NASA új mottója, a „faster, better, cheaper” („gyorsabban, jobban, olcsóbban”) jegyében született és be kellett bizonyítsa, hogy a Vikingek költségeinek egyötödéból is képes ugyanolyan jelentőségű mérésekre. A leszállóegység a talaj kémiai összetételét és fizikai tulajdonságait vizsgálta és kamerái révén a leszállási hely környezetéből küldött fényképeket a marsi tájról. A szonda egyik legnagyobb érdekessége egy kis önálló, önjáró robot, a Sojourner volt, amellyel mozgékonyságot is kapott az egyébként statikus leszállóegység és némely műszert a leszállóhely érdekesebb képződményeihez lehetett szállítani vele. A Pathfinder végül 287,5 megabytenyi adattal, köztük 16 500 fényképpel és 8,5 millió méréssel – légnyomás-, hőmérséklet és szélsebesség adatokkal – gazdagította a Marsról szóló ismereteinket.
Az újabb NASA marsfelderítő egy keringő egység, a Mars Odyssey lett. A szonda 2001. április 7-én startolt a Földről, hogy hat és fél hónap múltán pályára álljon a Mars körül. A szonda kettős feladattal indult. Elsődleges feladata a keringésből végzett mérések voltak (a felszín kémiai összetételét, az elemek előfordulását vizsgálta, de a legkiemeltebb feladata a felszín alatti sekély kózetrétegben a hidrogén – azaz lényegében a víz – előfordulásának detektálta, illetve nagy felbontású fényképekkel fedte le a felszínt, amelyhez párosítani lehetett a spektroszkópos felvételeket, hogy az adott térségeket milyen anyagok építik fel), de a másodlagos feladat is ugyanilyen érdekes volt, rádió átjátszó állomásként kellett szolgáljon a következő marsi indítási ablakban a bolygó felszínére küldött két marsrover, a Spirit és az Opportunity számára. A műhold a mai napig fenn kering a Mars felett.
A következő marsi indítási ablak 2004-ben nyílott és ebben az évben küldte a NASA a következő szondapárosát a Marsra, két marsjáró rovert. Hivatalos nevül Mars Exploration Rover volt és MER-A és MER-B néven különböztették meg őket egymástól, majd egy nagyszabású PR kampányban diákok javasolhattak nevet nekik. Így lett a MER-A Spirit (Szellemiség) és a MER-B Opportunity (Lehetőség). Elsőként a Spirit startolt 2003. június 10-én a Földről és szállt le a Mars Gusev kráterében 2004. január 4-én. Inenntől kezdve, ahogyan a többi régi szondánál szokásos volt, messze sikerült túlhaladni a szonda tervezett élettartamát (az 5498 napos élettartamával 55-szörösen teljesítették túl a 90 solra tervezett időt) és a szonda egészen 2011. május 25-ig működött. Ennek során 7730,5 métert tett meg a Mars felszínén. Ennek során megvizsgálta az útjába kerülő kőzeteket, amelyek zömmel bazaltok voltak, de különleges felfedezésként máshonnan érkezett meteoritokat is talált. Fontos felfedezése volt, hogy a kőzeteket néhol víz alakította egykor. A 2003. július 8-án startoló és a Mars Meridiani Planumon 2004. január 25-én landoló Opportunity még nagyobb karriert futott be a marsfelszínen. A szonda 14 évig élt és egészen 2018. június 10-ig működött. Ez alatt az idő alatt pedig 45 160 métert tett meg, túlhaladva minden más automata szonda által megtett távolságot bármely égitesten. Ennek során szferulákat, vízben kialakuló különleges kis kőzetgömböket figyelt meg a víz egykori jelenlétének újbóli bizonyításául, de más vízben formálódó formációkat, kőzeteket, vagy szulfátokat és jarozitokat is talált. Különlegességként az Opportunity megfigyelte a Phobos és a Deimosz átvonulásait az égen. A kapcsoalt megszakadása után 2019. február 13-án zárták le hivatalosan a vele való kísérleteket és ezzel együtt a Mars Exploration Rover programot.
A NASA következő marsszondája a 2005. augusztus 12-én elstartolt Mars Reconnaisance Orbiter volt, amely ismét Mars körüli pályáról vizsgálta a bolygót. A szonda programját a „Follow the water” jelmondat (Kövesd a vizet) mögé állították be. Ennek során a keringő egység megfigyelte a bolygó jelenlegi klímáját, a légköri körforgásokat és az évszakonkénti változásokat, vizet keresett, annak múltbeli nyomait, esetleges jelenbeli jelenlétét.
A következő marsszonda a Phoenix volt a 2008-as marsi indítási ablakban repült a Vörös Bolygóhoz és szállt le rá 2008. május 25-én. Ellentétben azonban elődeivel, ez a szonda csak szinte a tervezett rövid élettartamát volt képes végigvinni és 157 sol után befejezte a működését. A küldetés különlegessége az volt, hogy ezúttal a Mars poláris régiójában történt meg a leszállás. A szonda ezen rövid működése alatt is fontos felfedezést tett: amit a Mars Reconnaissance Orbiter a Mars körüli pályáról látott, a felszín alatt nem sokkal megbújó vízjeget, azt a Phoenix a helyszínen is megtalálta.
A Phoenixet a Curiosity népszerű néven Mars Science Laboratory hivatalos nevű leszállóegység követte 2012-ben, amely egy kb. gépkocsi méretű rover volt. A szonda meglehetősen komplex feladattal érkezett a bolygóra: biológiai kísérleteivel az élet építőköveit kereste, geológiai kísérletei során a felszíni kőzetek kémiai összetételét vizsgálta, a környezet vizsgálatával a Mars légkörének fejlődéstörténetére próbáltak adatokat gyűjteni, illetve az egykori víz-körforgás és széndioxid-körforgás működését próbálták felderíteni, míg a sugárzásmérései a felszínt érő kozmikus és a napszélből származó sugárzásokat detektálták. A Curiosity is a hosszú élettartamú szondák közé tartozik, napjainkban is üzemel még és élettartama során már több mint 35 km-t tett meg a felszínen 2025 áprilisáig.
A jelenleg utolsó NASA űreszköz, amelyet a Marsra küldtek a Mars 2020 hivatalos nevű, de a szokásos névadó procedúrán Perseverance (Állhatatosság) népszerű nevet kapott rover lett. A rover nagyon egyértelműen az élettel kapcsolatos vizsgálatokat végez a Mars Jezero kráterében levő leszállási helyen. A lakhatóság feltételeit keresi, hogy a mikrobiológiai élet meg tudhatta-e vetni a lábát itt a múltban, olyan nyomok után, ún. bioaláírások után kutat, amelyek a mikrobiológiális lét jelei lehetnek, és a jövőbeli élettel kapcsolatos terraformálási kísérleteket végez, hogy milyen lehet a marsi légkörből való oxigéntermelés. A szonda legnagyobb érdekessége, hogy magával vitte az Ingenuity (Leleményesség) nevű kis marsi helikoptert amely három év alatt 72 felszállást végzett, amelyek során a magasból végzett megfigyelésekkel egészítette ki a rover felszíni munkáját. A 72. repülésen a kis helikopter végzetesen megsérült és szolgálaton kívül kellett helyezni. A rover pedig azóta is üzemel, több mint 35 km-t tett meg 2025 júliusi adatok szerint.
- Jupiter felfedező programok

A Pioneer és Voyager szondák Jupiter látogatásait követően a NASA egy olyan szonda indításáról határozott, amely nemcsak simán elrepül a legnagyobb gázbolygó mellett, hanem keringésbe is áll körülötte és hosszabb ideig tartó megfigyeléseket végezve részletes és hosszabb távú adatokkal szolgál a gázóriásról. Ez a szonda lett a Jupiter „felfedezőjéről” elnevezett Galileo. A két részegységből – egy keringő egységből és egy légköri egységből – álló szonda 1989. október 18-án startolt Cape Canaveralről az STS–34 repülésen az Atlantis űrsikló fedélzetéről. A Vénusznál és a Földnél végrehajtott hintamanővereket követően előbb találkozott a kisbolygóöveben a Gaspra, majd az Ida és Dactyl kibolygókkal, majd hat év múltán 1995. december 7-én érkezett meg a Jupiterhez, ahol rendben pályára is állt, ezzel az első olyan szonda lett, amely egy külső bolygó körül állt pályára. A szonda első művelete a légköri egység kiengedése volt, amely aztán belesüllyedt az óriásbolygó atmoszférájába, ahol méréseket végzett. A leereszkedő egység nagyon turbulens, vad körülményeket talált, a 350 km/h-ás legmagasabb szélsebességre vonatkozó várakozások helyett 530 km/h-sat, ami csakis belső hőből táplálkozhat, a napsütés ezt nem okozhatja, vagy megfigyelte a korábban is észlelt ammónia és ammónium-szulfát felhőket, amelyek sokkal vékonyabbak voltak a vártnál és mérte a légkör kémiai komponenseit is. Az egység összesen 1 óra 1 perc és 24 másodpercig működött és sugárzott adatokat. A keringő egység ettől sokkal hosszabb élettartamú volt. Eredetileg két évesre tervezték a küldetését, de 7 év 9 hónapig tartott a tudományos megfigyeléssorozat. Ennek keretében a szonda elrepült az Io, az Europa, a Ganymedes, a Callisto, az Amalthea holdak mellett, megfigyelve azokat. Ezek között megfigyelte az Io-n zajló vulkéni aktivitás kölcsönhatását az anyabolygóval, alátámasztotta az Europa felszíne alatti folyékony víz óceán feltevését, és ugyanilyen folyékony sósvízú víztartalékokra utaló nyomokat rögzített a Ganymedesen és a Calliston. Egyik legnagyobb eredményeként a Galileo fedezte fel a Jupiter halvány gyűrűrendszerét is. Emellett méréseket végzett a bolygó légkörének összetételére vonatkozóan, megfigyelte az ammóniafelhőket és végül detektálta az óriásbolygó mágneses mezejét is. A Galileo végül 2003. szeptember 21-én fejezte be a küldetését, amikor maga is belesüllyedt a bolygó atmoszférájába és örökre elnémult.
- Szaturnusz felfedező programok

A Jupiterhez hasonlóan a Szaturnuszt meglátogatta korábban már a Pioneer–11 és a két Voyager szonda, azonban ezek mind csak a bolygó mellett elrepülő, vagy ha úgy tetszik felületes, rövid látogatást tevő kutatóeszközök voltak. 1997-re elérkezett az ideje, hogy egy olyan szonda induljon a Gyűrűs Bolygóhoz, amely keringési pályára áll körülötte. Ez lett a NASA, az Európai Űrügynökség és az Olasz Űrügynökség közös projektjeként indított Cassini–Huygens küldetés, amelyben a NASA adta a keringő egységként is szolgáló Cassini anyaszondát, míg a két európai partner az anyaszondáról leváló és a Titan holdon  leszálló Huygens leszállóegységet. A szonda 1997. október 15-én startolt, majd egy Vénusz, egy Föld és egy Jupiter hintamanőver segítségével jutott el a Szaturnuszhoz, út közben pedig elrepült a 2685 Masursky kisbolygó mellett, hogy 2004. július 1-jén álljon pályára az óriásbolygó körül. A Cassinire nagyon szerteágazó program várt. Tesztelte a rádióühullámok vizsgálatával az általános relativitáselméletet, új holdakat – Methone, Pallene és Polydeuces – fedezett fel, akkurátusan és nagyon pontosan kimérte a Szaturnusz forgási idejét és felfedezte a „küllőnek” hívott jelenséget a gyűrűk felett. Egy másik fontos programelem volt, hogy időről-időre elrepült egyik-másik szaturnuszhold mellett és ilyenkor részletes megfigyelések alá vetette az égitestet. Így az idők során meglátogatta a Phoebe, a Titan, az Enceladus, az Iapetus, a Rhea, a Hyperion és a Dione holdakat. 2004. december 25-én a Cassini útjára bocsájtotta a Huygens leszállóegységet, amely aztán 2005. január 14-én belépett a Titan hold légkörébe és két és fél óra alatt leszállt a felszínre. A leszállóhelyen a Huygens olyan kavicsokat figyelt meg, amelyek valószínűleg vízben keletkeztek és nagy folyadéktömegeket is érzékelt a felszínen, ám a Földről végzett megfigyelések során feltételezett szénhidrogén tavak jelenlétét nem sikerült megerősíteni. A Huygens aztán mindössze 54 percig küldött jeleket, majd megszakadt a kapcsolat. A Cassini anyaszonda pedig egészen 2017. szeptember 15-ig működött és szállította az adatokat, amikor az irányítás kontrolláltan belesüllyesztette az atmoszféárába, ahol előbb elhallgatott, majd megsemmisült.
- Plútó és Kuiper-öv felfedező programok

A Nasa-n belül az idők során egyre erősödött az a romantikus elképzelés, hogy minden bolygót látogasson meg amerikai űrszonda és a Plútó volt az utolsó, ahová még nem indult űrhajó. Az erőfeszítéseket 2006-ra koronázta siker, amikor 2006. január 19-én hosszas előkészület és több halasztás után útjára indult a New Horizons szonda, amelynek kettős feladata volt: meglátogatni a Plútót és egy, vagy akár több Kuiper-öv objektumot (KBO-t). A repülés paraméterei alapján járulékos cél, hogy ez a szonda is elhagyja a Naprendszert, mivel kellő szökési sebességgel rendelkezik hozzá. A sors groteszk tréfája, hogy a szonda ugyan a Naprendszer kilencedik bolygójához indult, ám már úton volt, amikor az IAU a kongresszusán lefokozta az égitestet, amely nem bolygó többé, hanem törpebolygó és egy a sok Kuiper-öv objektum közül.
A szonda útja során elrepült a Jupiter mellett, ahol hintamanőverrel gyűjtött sebességet, majd hibernált állapotba kapcsolták az irányítók. Ebből csak 2014. decemberében ébresztették fel, amikor a New Horizons már közeledni kezdett a Plútóhoz, amely az első találkozópontot jelentette a repülési programjában. A bolygó mellett elrepülő szonda részletes közelképekkel fedte fel az addig csak a Hubble felvételein, de azon is csak pixelesen látszó bolygófelszínet. Induláskor csak annyi volt ismert, hogy a Plútónak van egy Charon nevű holdja is, az odaút során sikerült még felfedezni földi eszközökkel további két holdat, a Styx-et és a Kerberost, de végül a szonda megközelítés közbeni képein még két további holdat sikerült azonosítani, a Nixet és a Hydra-t.
- Nagy obszervatóriumok-program

A Naprendszeren belüli kutatások mellett a NASA elkötelezett abban az irányban is, hogy nagyléptékű, a kozmosz egészére kiterjedő vizsgálatokat is végezzen. Ennek legnagyobb szabású példája a Nagy obszervatóriumok–program, amelyben több Föld körüli pályára telepített, más-más hullámhossztartományon érzékelő űrtávcsövet bocsátott fel, amelyek feltérképezik a távoli világűr jelenségeit és eseményeit, melyik-melyik a maga speciális megfigyelési területének megfelelően. Az első ilyen pályára állított eszköz a Hubble űrtávcső volt, amelyet 1990. április 24-én vitt az űrbe az Atlantis az STS–31-en. A Hubble a látható fény, valamint az ultraibolya és a közeli infravörös tartományokban végez megfigyeléseket és a felbocsátása óta eltelt több mint három évtizedben felbecsülhetetlen megfigyeléseket tett a tudomány számára. Fő sajátossága, időről-időre visszatérő karbantartások lehetőségével épült, amelyek meg is történtek több alkalommal, egyre tovább kiterjesztve a távcső élettartamát (és mellesleg a gyártásakor vétett hiba nyomán magát az eszközt is megmentette a korai selejtezéstől).
A sorozat második tagja a Compton Gamma Sugárzás Obszervatórium, vagy rövidebb nevén a Compton űrtávcső. A nevében foglaltak szerint ez az űreszköz a kozmosz nagyenergiájú jelenségeit és történéseit vizsgálja. 19 éves működése során ez az eszköz is szállított egy sor áttörét jelentő megfigyelést, például a Tejútrendszer központjában levő nagy fekete lyukról és az azt valószínűleg körülvevő antianyag felhőkről. A műholdat szintén az Atlantis juttatta fel – mellesleg ez volt a valaha volt legnagyobb tömegű teher, amit űrrepülőgép pályára állított a maga 16700 kg-jával – az STS–37-en 1991. április 5-én.
A Nagy obszervatóriumok harmadik tagja, a Chandra Röntgensugárzás Obszervatórium, vagy Chandra űrtávcső  8 évvel a Comptont követően jutott fel az űrbe, 1999. július 23-án, a Columbia fedélzetén az STS–93 repülésen. A Chandra méréstartománya a röntgen spektrumba  esik és nagyon érzékeny a röntgenforrásokra, 100-szor érzékenyebb, mint a korábbi legjobb ilyen űreszköz volt (a földi légkör szétszórja a röntgensugárzást, így a földfelszínről nem érzékelhető ez a tartomány). Felfedezései közé tartoznak szupernovák (pl. az SN 1987A), fekete lyukak (pl. a Sagittarius A* a Tejútrendszer középpontjában), gamma sugár felvillanások (mint a GRB 991216, vagy Beethoven felvillanás) és egyáltalán a csillagközi folyamatok jobb megértését szolgáló megfigyelések.
A program utolsó tagja pedig a Spitzer űrtávcső, amely az infravörös tartományban végzi a megfigyeléseit annak 2003. augusztus 25-i startja óta. Az infravörös tartomány szintán nagyon nehezen megfigyelhető a földi légkör zavaró hatása miatt. A Spitzer fő eredményei a csillagformálódás megfigyelésében vannak, valamint az exobolygók megfigyelésében.
- Földmegfigyelő programok

A NASA fontos megfigyelési területe az űrtevékenységében a világűrön és égitestein kívül maga bolygónk, a Föld. Az első földmegfigyelő műhold a TIROS–1 (Television Infrared Observation Satellite), a világ első meteorológiai műholdja volt, amely a légkörben zajló jelenségeket monitorozta és küldte a Földre. Ezt követően a NASA együttműködésbe lépett az USA Meteorológiai Szolgálatával, a United States Weather Bureau-val és a Nimbus-program keretében meteorológiai műholdak egész sorozatát fejlesztették ki. gy másik szervezettel, a Környezeti Tudományos Szolgálatok Igazgatóságával egy másik együttműködés keretében szintén meteorológiai műholdak sorozatát hozták létre és bocsátották fel geostacionárius pályára.
A NASA első, teljesen földmegyfigyelésre dedikált műholdját, a Landsat-ot 1972-ben bocsátották fel, amelyből aztán szintén műholdsorozat lett. Ezt követően a Nemzeti Óceán- és Légkörkutatási HivatalLal karöltve alkották meg a GOES (Geostationary Operational Environmental Satellite) műholdat, amely szintén időjárási megfigyeléseket végez és neki köszönhető például az ózonlyuk felfedezése a légkörünkben.

#### Jelenleg is élő, folyamatban levő programok
Ezekhez a programokhoz a NASA létrehozott egy keretrendszert, amellyel egy-egy repülés előkészító fázisában meghatározva a költségkereteket, az időzítést és az esetleges műszaki kockázatokat, besorolják azt különböző esernyő programokba, ahol aztán a tényleges megvalósításuk folyik tovább.
- Explorer-program

Az Explorer-program a NASA működésének első napjaiból ered, Amerika első műholdja is az Explorer–1 volt – igaz akkor még nem NASA színekben – és ezt a hagyományt viszi tovább az űrhivatal, kissé átalakított formában. A NASA Explorers programirodája rendszeresen biztosít repülési lehetőségeket szerényebb költségkeretek között innovatív megoldások számára, főként a napfizikai és asztrofizikai kutatások számára, amelyeket napjainkra három ágra osztottak szét az Explorer-programban:
- Small Explorers (SMEX)  (Kis Explorerek): olyan megoldások, amelyeket 150 millió dollár alatti költségből lehet kivitelezni;
- Medium Explorers (MIDEX) (Közepes Explorerek): olyan megoldások, amelyek költségplafonja 350 millió dollár
- University-Class Explorers (UNEX)  (Egyetemi-osztályú Explorerek): egyetemi tudományos közösségek számára fenntartott programlehetőség, néhány tízmilliós nagyságrendű támogatással.

- Disvovery-program

A Discovery-program keretében olyan robotokat és szondákat küldenek fel, amelyek a bolygótudomány, a Naprendszer tanulmányozása céljából jönnek létre. A program keretrendeszert biztosít különböző tudományos csaoportok számára, akik csapatokat alkotva egymással versenyezve próbálnak megoldásokat keresni a kitűzött feladatokra és célokra. A költségkorlátok változóak, de jellemzően 500 millió dollárnál nagyobb költségvetése nem lehet egy-egy eszköznek. A Discovery-programot a NASA Marshall Space Flight Center Science Mission Direktorátusa gondozza a New Frontiers Program mellett.
- New Frontiers-program

- Nagy stratégiai küldetések

## Fejlődése, tevékenységi területei
A NASA szervezetének kezdetben 8000 alkalmazottja és 100 millió dolláros költségvetése volt. Három nagy laboratórium és két kisebb rakétakísérleti telep tartozott a kezelésébe. Később fokozatosan olvasztotta magába szerte az országban azokat a nagy intézményeket, amelyek a ma működtetett tíz nagy űrközpontból álló hálózat alapját képezték. Ma a NASA csaknem húszezer alkalmazottat foglalkoztat, éves költségvetése pedig 13,5 milliárd dollár.
A NASA tevékenységének legfontosabb területei a bolygókutatás és ehhez kapcsolódóan a csillagászat; a Föld beható tanulmányozása a világűrből az űrkutatás módszereivel; az emberes űrrepülések; valamint az űrtechnológiai és rakétatechnikai fejlesztések. Mindezeken túl a NASA egyre nagyobb súlyt fektet az oktatásra, valamint arra, hogy az elért tudományos és műszaki eredmények minél szélesebb körben átkerüljenek a gyakorlati élet űrkutatástól távol eső területeire is.
Az űrtudományok területén lenyűgözőek a bolygókutatásban elért eredményeik. A NASA űrszondái meghódították az egész Naprendszert, az összes nagybolygót és számos holdjukat megközelítették, leszálltak a Marson, behatoltak a Vénusz és a Jupiter légkörébe. Folyamatban van a Mars Exploration Rovers, a Mars Odyssey és a Mars Global Surveyor program, lezárult a Cassini Szaturnusz körüli keringése. Folyik a négy nagy teljesítményű, az elektromágneses színkép különböző tartományaiban működő űrtávcső programja. A Hubble űrtávcső és a Chandra röntgentávcső a Föld körül kering, 2003-ban állították Nap körüli pályára a Spitzer űrtávcsövet. A Compton gammatávcső 2000-ben megsemmisült a Föld légkörében. Jelentős eredményeket ért el a NASA a Nap és a bolygóközi tér fizikai kutatásában is. Az elkövetkező évtizedekre szóló stratégiai tervben a bolygókutatás és az űrcsillagászat területén megkezdett programok kiegészülnek a Naprendszeren kívüli bolygók és a földönkívüli élet nyomainak felfedezésére irányuló erőfeszítésekkel.

## Fontosabb űrprogramok
A NASA korai célkitűzései közé tartozott az ember feljuttatása a világűrbe, a Hold és a világűr meghódítása. Ennek érdekében különböző űrprogramokat dolgozott ki:

### Mercury-program
A Mercury-program keretében hat ember repült a világűrbe. Ez volt az első amerikai emberes űrprogram. 1961-ben Alan Shepard űrugrást hajt végre a Freedom 7 nevű kapszulával. Ő volt az első amerikai a világűrben. 1962-ben John Glenn volt az első amerikai űrhajós Föld körüli pályán.

### Gemini-program
A Gemini-program keretében 16 űrhajós 600-szor kerülte meg a Földet. A Mercury-program folytatása, és az Apollo-program előkészítése volt.

### Apollo-program
Az Apollo-program keretében 1969 és 1972 között 12 űrhajós járt a Holdon. Az emberes űrrepülések terén a Mercury- és Gemini-programok már az előkészületet jelentették az űrkutatás történetének legnagyobb vállalkozásához, a Hold meghódításához.
1969. július 20-án az Apollo–11 űrhajóval történt az első holdra szállás, Neil Armstrong és Edwin Aldrin űrhajósokkal. Összesen 15 Apollo űrhajó hagyta el a Föld felszínét. Értékes holdmintákat hoztak vissza, amelynek laboratóriumi megvizsgálása még tart, s információkat adhat a Hold geológiájának és a Naprendszer keletkezésének megértésére.

### Space Shuttle
Az amerikai űrrepülőgépek voltak az első teljesen újrafelhasználható hordozóeszközök. Összesen hat ilyen űrrepülőgépet építettek meg, melyek közül öt repült a világűrben. 1981 óta száznál is több repülést hajtottak végre. Húsz évnyi működés során két űrrepülőgép semmisült meg: a Challenger 1986-ban és a Columbia 2003-ban. Ennek ellenére a NASA űrrepülőgép-programja sikeresnek mondható.

### Űrállomások

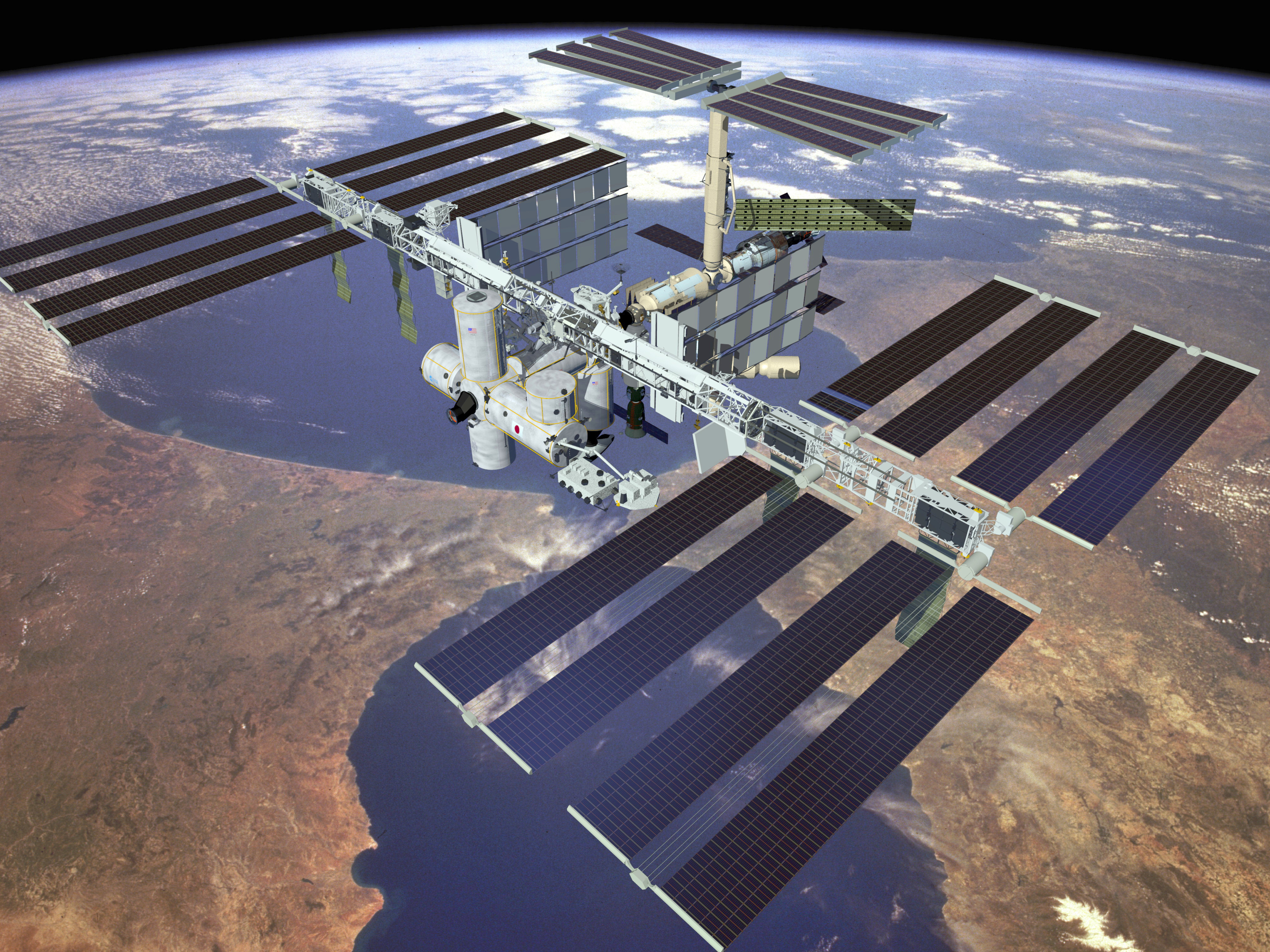
A Nemzetközi Űrállomás (ISS)

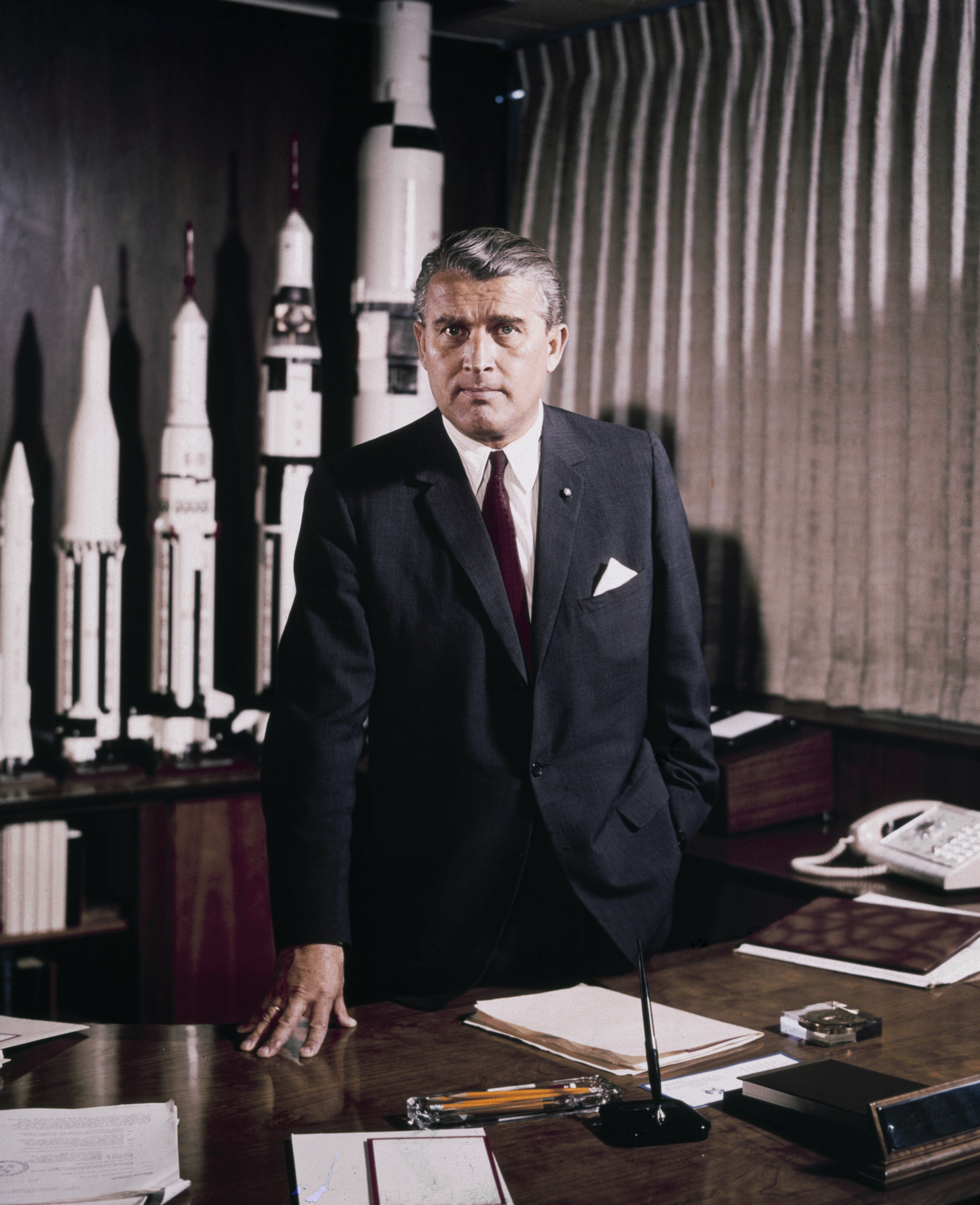
Wernher von Braun, aki fontos szerepet játszott az Egyesült Államok rakétafejlesztésében, korábban pedig Németországéban

Az Apollo-program lezárása után állították pályára az első, mintegy 80 tonnás amerikai űrállomást, a Skylab-et. 1981-től az űrrepülőgép üzembeállításával új korszak nyílt az emberes űrrepülések történetében. A végrehajtott 125 repülés során űrhajósok százai dolgoztak a világűrben. Eközben az oroszokkal együttműködve az amerikai űrhajósok gyakorlatot szereztek a hosszú időtartamú űrrepülésben is. A Skylab otthont adott a Nap, a Föld, a Hold megfigyelésének, valamint a súlytalanság vizsgálatainak is.
1998-ban megkezdődött a Nemzetközi Űrállomás összeszerelése, ennek köszönhetően pedig 2000-től az amerikai űrhajósok folyamatos jelenléte a világűrben. Az űrállomás mintegy 400 km-re kering a Földünk felett. Az ISS program egy olyan, országok közötti közös űrkutatási projekt, amely számos tudományos kísérletnek ad helyet a világűrben. Az emberes űrrepülések legfontosabb célja, hogy jobban megismerjék a súlytalanság és általában a világűrbeli környezet hatását az élő szervezetekben végbemenő fizikai, kémiai és biológiai folyamatokra. Mindezzel a 21. század első évtizedében előkészítik, majd a második és harmadik évtizedében megvalósítják a bolygóközi űrutazást.

### Hordozóeszközök
A hordozóeszközök területén az 1960-as években kifejlesztették a holdutazásra alkalmas Saturn V óriásrakétát, az 1970-es években pedig kidolgozták a többször felhasználható űrbeli szállítórendszert, az űrrepülőgépet, amely a korábbiakhoz képest forradalmian új megoldást jelentett. Folynak kísérletek az X–33 és X–34 gépekkel, amelyek a jövő század űrrepülőgépei alapjául szolgálhatnak. A fejlesztés végcélja, hogy az űrrepülést egy nagyságrenddel olcsóbbá tegyék, azaz egy kg hasznos teher alacsony Föld körüli pályára állításának költségét 2000 dollár alá csökkentsék.

### Űrszondák
Az űrszondák nem embereket, hanem műszereket visznek a Naprendszer bolygóihoz. A rádióval visszaküldött információk tömegének feldolgozása folyamatos.
Azt lehetne gondolni, hogy a Vénusz, Föld, Mars, amelyek nagyjából egyforma tömegűek, s amelyek a Nap sugárzásában is egyforma módon részesülnek, hasonló klímával rendelkeznek. Mégis, a Szovjetunió Venyera űrszondái és az amerikai Mariner–2 azt tanúsítják, hogy a Vénuszt forró, sűrű szén-dioxid légkör veszi körül (90-100 atmoszféra nyomáson és 450 °C hőmérsékleten). Példája ez egy elszabadult „üvegház”-effektusnak: a szén-dioxid légkör átereszti a Nap látható sugárzását, de visszatartja a bolygó infravörös kisugárzását.
Az Egyesült Államok két Viking missziót küldött a Marsra, főként azzal a céllal, hogy életre utaló nyomokat keressenek. Mindkét misszió tökéletes volt technikailag; a Mars körüli keringésre beállított űrszondákról a leszállóegységek sikeresen landoltak a bolygó felületére és ott kísérleteket végeztek a Földről kapott utasítások alapján. Élet nyomaira azonban nem bukkantak.

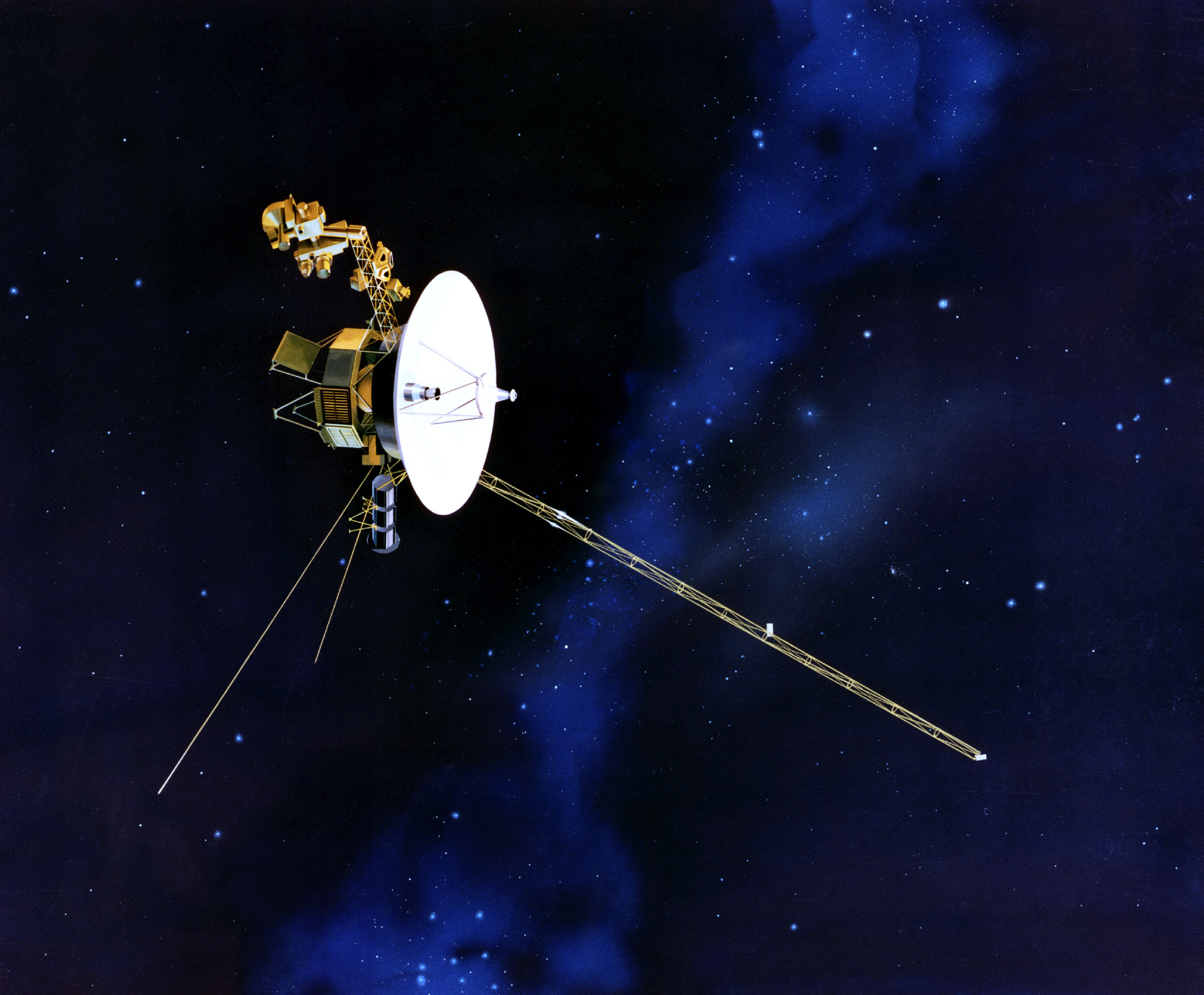
A Voyager-2 volt a NASA egyik legsikeresebb küldetése

A Naprendszer külső bolygóinak és azok holdjainak eddigi megismerése a Pioneer–10 és Pioneer–11, főleg azonban a Voyager–1 és –2 küldetéseknek köszönhető.
1972-ben a NASA elindította Pioneer–10 jelzésű szondáját. Ez volt az első űreszköz, amelynek hintamanőver segítségével sikerült eljutnia a külső bolygókig és elhagynia a Naprendszert. A szonda a különböző mérésekre és adattovábbításra használt eszközök mellett magával vitt egy gravírozott lemezt, amelyen az emberiség „névjegye” látható. A névjegy feladata az, hogy sűrített formában információval szolgáljon az emberiségről ismeretlen, intelligens lények számára, akik képesek befogadni az „űr-palack” üzenetét.
Így érte el a Voyager-2 is az Uránuszt 1986-ban s a Neptunuszt 1989-ben. Utána pedig kijutott a csillagközi térbe s pályáját folytatja megszakítás nélkül, míg esetleg egy más csillag bolygói között értelmes lények elfogják.

### Műholdak
A Föld kutatásának vannak a leghosszabb múltra visszatekintő hagyományai, hiszen az első amerikai műhold, az Explorer is geofizikai célokat szolgált, amellett a van Allen-övek kimutatásával forradalmi felfedezést is hozott a geofizikában. Kifejlesztették a már évtizedek óta szolgálatszerűen működő távérzékelési és meteorológiai műholdcsaládokat. Az utóbbi években a Föld rendszerszemléletű vizsgálata került a kutatások középpontjába, melyeket a „Küldetés a Föld bolygóhoz” néven fognak össze. Az elkövetkező évek tervei között szerepel a hosszú távú éghajlatváltozások és azok hatásainak kutatása. Részletesen fel kívánják térképezni a légköri ózon mennyiségét és eloszlását. Feltérképezik a földhasználatot, annak változásait, például a trópusi őserdők csökkenését. Több műholddal akarják követni az évszakos és a többéves klímaváltozásokat, valamint a természeti katasztrófákat.
Néhány fontosabb műhold
A legismertebb földmegfigyelő műholdcsalád, a Landsat első példányát 1972-ben bocsátották fel az USA-ban. A felszíntől 915 km magasságban dolgozott. 1985-ben katonai feladatokkal felbocsátott Geosat műholdat másfél évvel később polgári kutatási célokra, óceánok megfigyelésére alakították át. 1990 óta üzemen kívül van. Továbbá geostacionárius meteorológiai műholdak helyezkednek el az USA nyugati (GOES-W) és keleti partvidéke (GOES-E) hosszúsági köreinek magasságában. Hasonló célt szolgálnak a Nemzeti Óceán- és Légkörkutatási Hivatal (NOAA) műholdjai, amelyek 1 km-es felbontóképességgel az egész Földet vizsgálják. Felvételeiket a meteorológusokon kívül a tengerek kutatói is hasznosítják. Az 1978-ban indított és 1991-ben üzemen kívül helyezett NIMBUS–7 műhold az óceánok hőmérsékletéről, a szélsebességről, a felhőzetről, a talajnedvességi viszonyokról gyűjtött adatokat.

## Kilátások a jövőre
[forrás?]
Az 1990-es években a NASA teljesen megváltoztatta a stratégiáját, s a nagyszabású projektek helyett sok kicsit fog indítani, melyekkel a következő kérdésekre akar választ kapni:
- hogyan keletkeztek a galaxisok?
- létezik-e földönkívüli élet?
- mit nyerhetünk az űrkutatással?

Ezt az igyekezetet nem befolyásolja látszólag a Columbia katasztrófája, így a kutatásokat valószínűleg a Marson és a Jupiter holdjain kezdik, hiszen itt volt valamikor az élethez elengedhetetlen víz.
A cél az, hogy sokkal gyorsabban, olcsóbban, s mindenekelőtt eredményesebben, hatékonyabban működjön az űrkutatás. Ennek értelmében az emberi bevetések az űrhajózásban egyre inkább a háttérbe szorulnak. Helyette robotokkal akarják meghódítani a Naprendszert. Így a következő években körülbelül tíz robotot akarnak felküldeni a Marsra is, hogy megvizsgálják a vörös bolygót. Távlati célként olyan bolygókat akarnak felfedezni egy évtizeden belül, amelyek száz fényévnyi sugarú gömbben vannak a Földtől. A következő lépésben intelligens szondákat akarnak létrehozni, amelyek saját maguk döntik el, hogy mit érdemes kutatniuk. Ezek pedig a mostani fejlődési irányzatot tekintve minden valószínűség szerint mikroszondák lesznek, teljesen lekicsinyítve, hogy fellövésük ne kerüljön sok pénzbe. Az első ilyen prototípus 1998-ban startolt. A Deep Space–1 azonban még nem túl nagy intelligenciával rendelkezett. A NASA hozzáfogott a csillagközi repülés módjainak kutatásához is. A program során a Naprendszer határaitól egytized fényévre küldenek ki szondákat. Ezek feltérképezik a terepet a leendő csillagközi utazásokhoz.
A Hubble-űrtávcső helyére lépő James Webb űrtávcső 92,1 millió dolláros támogatáshoz jutott.

## Új tervek
Az egyre emelkedő fejlesztési költségek miatt 2010-ben törölték a George W. Bush által 2004. január 14-én bejelentett Vision for Space Exploration programot. Ennek fő célja, az emberes marsrepülés megmaradt a NASA távlati céljának, amely meghatározza a következő évtizedeket.

## Kritika
A NASA-t köztudottan az amerikai állampolgárok pénzéből hozták létre, azonban mégsem köteles beszámolni eredményeiről az amerikai állampolgároknak, csupán az Egyesült Államok kormányának. Egyetlen törvény sem kötelezi rá, hogy tudását, ismereteit teljes mértékben megossza a nyilvánossággal. Az 1958. július 29-én megfogalmazott – és a mai napig érvényben lévő – „űrtörvény”, amely elrendelte a NASA megalapítását, a 102. paragrafusának (c) (a) szakaszában így rendelkezik:
„A NASA kötelessége minden katonai értékkel vagy jelentőséggel bíró felfedezést a nemzetvédelemmel közvetlen kapcsolatban álló kormányszervek számára hozzáférhetővé tenni. A NASA vezetője a hivatal gyakorlása közben szerzett információit e törvény hatálya alatt köteles hozzáférhetővé tenni a nyilvánosság számára, kivéve ha az információ visszatartását szövetségi rendelet tiltja, és ha az információt nemzetvédelmi szempontok alapján titkosnak nyilvánítják.”
A NASA-nak tehát „kötelessége” bizonyos információk visszatartása. Olyan információké, amelyekről tehát nem a tudósok, csillagászok döntik el, hogy a nyilvánosságra tartoznak-e vagy sem, hanem a Nemzetbiztonsági Hivatal (NSA) bürokratái.

## NASA űrközpontok
A NASA az űrkutatás iparszerűen szervezett munkáját űrközpontok hálózatával valósítja meg. A legfontosabb űrközpontok:
- Ames Kutatóközpont
- Glenn Kutatóközpont
- Goddard Űrközpont
- Jet Propulsion Laboratory (JPL)
- Kennedy Űrközpont
- Lyndon B. Johnson Űrközpont
- Marshall Űrközpont
- John C. Stennis Űrközpont

## Lásd még
- Lunar and Planetary Institute

### Magyar oldalak
- 45 éves a NASA (1. rész): A Földtől a Holdig
- 45 éves a NASA (2. rész): A Skylabtől az ISS-ig
- 45 éves a NASA (3. – befejező – rész): Más világok felfedezői

### Külföldi oldalak
- A NASA hivatalos oldala
- A NASA weboldalak tematikus linkgyűjteménye (több mint 300 NASA weboldal)